# Người đồng tính nam

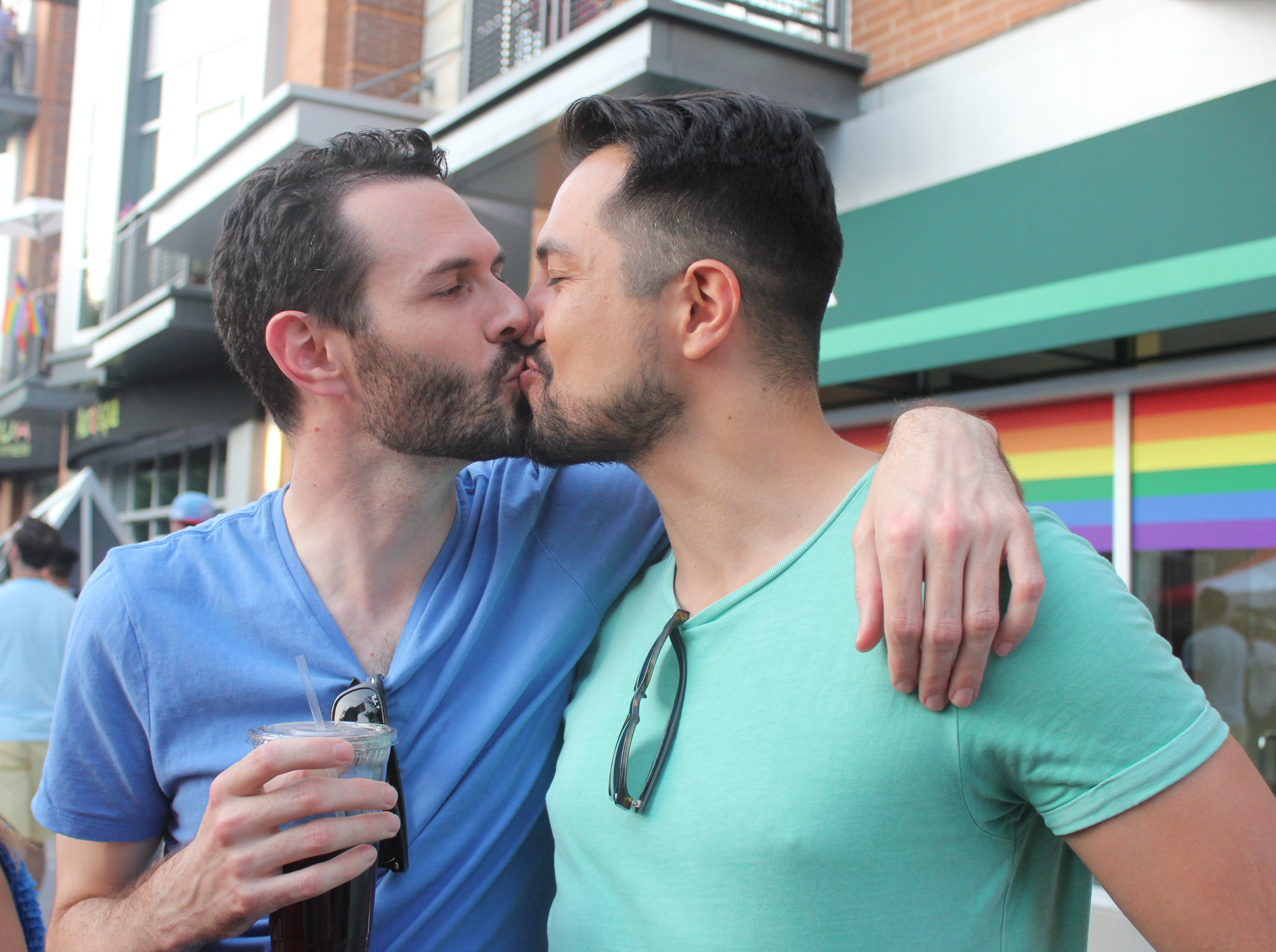
Hai người đồng tính nam hôn nhau trong một buổi diễu hành đồng tính.

Biểu tượng đại diện cho người đồng tính nam được tạo nên từ hai biểu tượng của sao Hỏa lồng vào nhau.

Người đồng tính nam là những người đàn ông bị hấp dẫn về mặt tình cảm và tình dục đối với những người đàn ông khác. Thuật ngữ tương ứng trong tiếng Anh là gay, là một từ mượn được sử dụng phổ biến trong tiếng Việt. Một số người nam song tính hoặc đồng ái (homoromantic) cũng có thể đồng thời tự định danh là gay.

## Từ nguyên
Trong tiếng Anh, từ gay (IPA: ɡeɪ) thoạt đầu được sử dụng để chỉ cảm giác "không bận tâm", "vui vẻ", hoặc "nổi bật và phô trương" cho đến giữa thế kỷ 20. Ngay từ năm 1637, đôi khi nghĩa rộng của nó lại là "không có đạo đức". Về sau từ này lại được sử dụng để chỉ đồng tính luyến ái nói chung, hoặc đồng tính luyến ái nam, cụ thể là từ đầu thế kỷ 20. Tuy vậy cách dùng với ý nghĩa này có thể đã có trước thế kỷ 19. Cuối thế kỷ 20, từ gay được nhiều người dùng để mô tả những người có giới tính nam bị hấp dẫn bởi người cùng giới. Cùng lúc đó, ở nhiều nơi lại dùng từ này với ý nghĩa khinh bỉ.
Trong tiếng Việt, người đồng tính nam còn được gọi là bê đê (bắt nguồn từ từ tiếng Pháp pédérastie), nhưng chỉ được sử dụng giữa những người cùng trong cộng đồng, hoặc những người đã có quan hệ thân thiết.
Trong một thời gian, thuật ngữ gay được sử dụng như một từ đồng nghĩa với bất cứ điều gì liên quan đến những người đàn ông đồng tính luyến ái. Ví dụ, thuật ngữ "gay bar" vẫn thường dùng để chỉ quán bar phục vụ chủ yếu cho khách hàng nam đồng tính luyến ái hoặc là một phần của văn hóa đồng tính nam. Tuy nhiên, vào cuối thế kỷ 20, từ "gay" được các nhóm LGBT và hướng dẫn phong cách đề xuất để mô tả tất cả những người bị thu hút bởi các thành viên cùng giới tính,  trong khi "lesbian" được dùng để chỉ những người đồng tính nữ và "gay men" được dùng để chỉ những người đồng tính luyến ái nam.

## Trong lịch sử thế giới
Một số học giả cho rằng thuật ngữ "đồng tính luyến ái" và "đồng tính nam" có một số vấn đề khi áp dụng cho nam giới trong các nền văn hóa cổ đại, chẳng hạn, cả người Hy Lạp hay người La Mã đều không sở hữu bất kỳ từ nào có cùng phạm vi ngữ nghĩa như khái niệm hiện đại về "đồng tính luyến ái". Hơn nữa, có rất nhiều thực hành tình dục khác nhau được chấp nhận tùy thuộc vào thời gian và địa điểm. Các học giả khác cho rằng có những điểm tương đồng đáng kể giữa những người đồng tính luyến ái nam thời cổ đại và hiện đại.
Trong nền văn hóa chịu ảnh hưởng của các tôn giáo khởi nguồn từ Abraham, các luật và các nhà thờ thành lập kê gian như một vi phạm chống lại pháp luật của Thiên Chúa hay một tội ác chống lại thiên nhiên. Tuy nhiên, việc lên án quan hệ tình dục qua đường hậu môn giữa nam giới đã có trước khi Cơ đốc giáo hình thành. Nhiều nhân vật lịch sử, bao gồm Socrates, Lord Byron, Edward II và Hadrian, đã áp dụng các thuật ngữ như đồng tính hoặc song tính với họ. Một số học giả, chẳng hạn như Michel Foucault, đã coi điều này là rủi ro giới thiệu một cách không phù hợp về một cấu trúc tình dục đương đại xa lạ với thời đại của họ, mặc dù các học giả khác thách thức điều này.

### Châu Phi

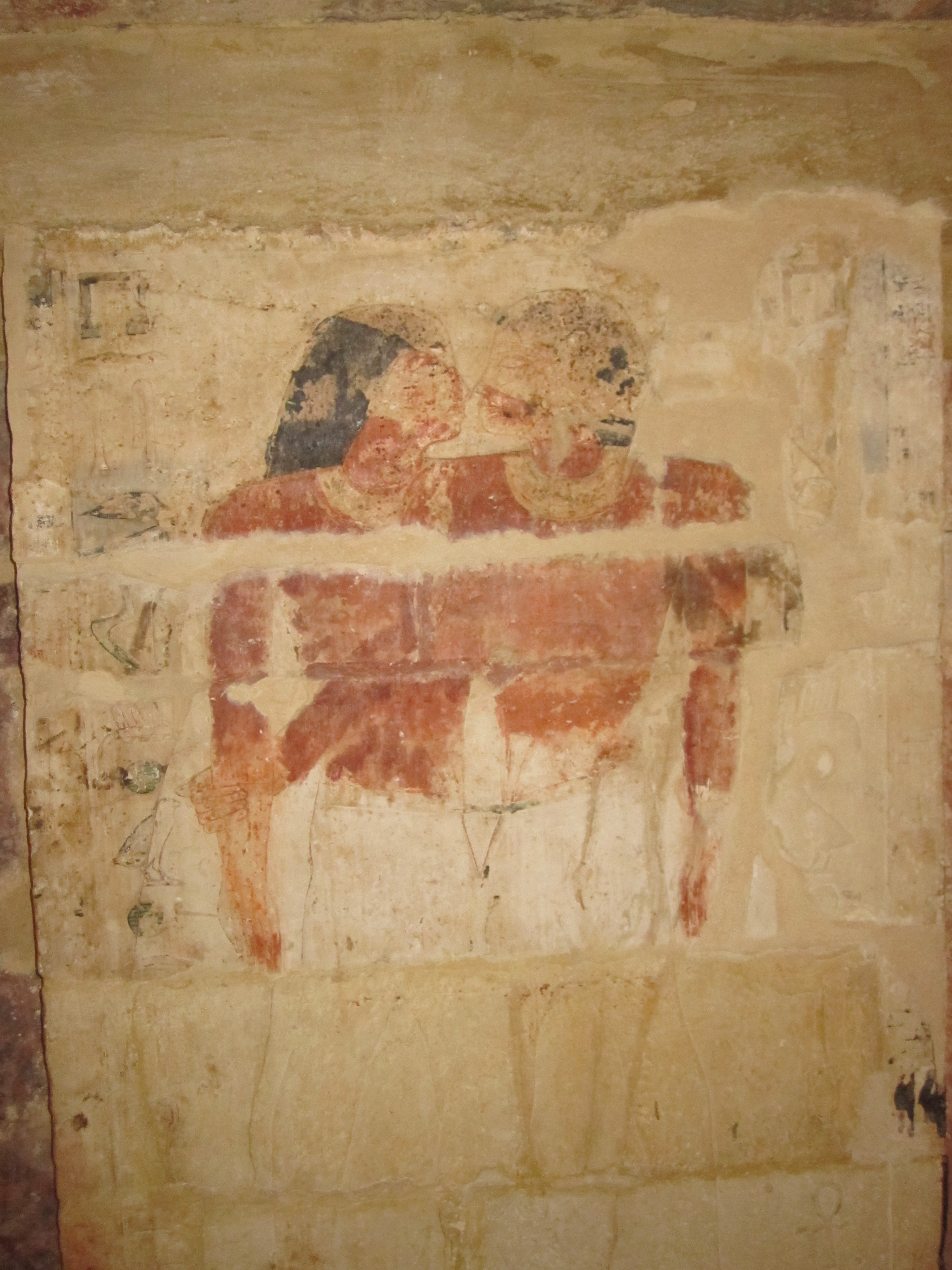
Khnumhotep and Niankhkhnum hôn mũi

Ghi chép đầu tiên về một cặp nam đồng tính luyến ái trong lịch sử thường được coi là Khnumhotep và Niankhkhnum, một cặp đôi người Ai Cập cổ đại, sống vào khoảng năm 2400 trước Công nguyên. Cặp đôi được miêu tả trong tư thế hôn mũi, tư thế thân mật nhất trong nghệ thuật Ai Cập, được bao quanh bởi những thứ dường như là người thừa kế của họ. Vào khoảng năm 1240, nhà văn Cơ đốc người Ai Cập, người Coptic Abul Fada'il Ibn al-'Assal đã biên soạn một bộ luật pháp lý được gọi là Fetha Nagast. Được viết bằng ngôn ngữ Ge'ez, Ibn al-'Assal đã tham khảo luật của mình từ người viết tông truyền và luật cũ của Đế chế Byzantine. Fetha Nagast được viết thành hai phần: phần thứ nhất đề cập đến các bí tích thuộc hệ thống cấp bậc của Giáo hội và liên quan đến các nghi thức tôn giáo. Giáo dân liên quan thứ hai, hành chính dân sự như luật gia đình. Năm 1960, khi chính phủ ban hành bộ luật dân sự của Ethiopia, nó đã trích dẫn Fetha Nagast như một nguồn cảm hứng cho ủy ban mã hóa. Gần đây hơn, việc châu Âu thuộc địa hóa châu Phi dẫn đến việc ban hành luật chống chế độ thống trị, và thường được coi là lý do chính tại sao các quốc gia châu Phi có luật nghiêm ngặt như vậy đối với người đồng tính nam ngày nay. Ba quốc gia hoặc khu vực pháp lý đã áp đặt án tử hình đối với người đồng tính nam ở châu Phi. Chúng bao gồm Mauritania và một số vùng ở Nigeria và Jubaland.

### Châu Mỹ
Cũng như nhiều nền văn hóa không phải phương Tây khác, rất khó để xác định mức độ áp dụng các quan niệm phương Tây về xu hướng tính dục đối với các nền văn hóa Tiền Colombia. Bằng chứng về các hành vi tình dục đồng giới giữa nam giới đã được tìm thấy ở nhiều nền văn minh trước thời kỳ chinh phục ở Mỹ Latinh, chẳng hạn như người Aztec, người Mayas, người Quechuas, người Moches, người Zapotec, người Inca và người Tupinambá của Brazil. Những kẻ chinh phục Tây Ban Nha bày tỏ sự kinh hãi khi phát hiện ra tình dục miệng/hậu môn được thực hành một cách công khai giữa những người đàn ông bản địa và sử dụng nó như một bằng chứng cho thấy họ kém cỏi. Những kẻ chinh phục đã nói nhiều về sự thống trị giữa những người bản địa để miêu tả họ là những kẻ man rợ và do đó biện minh cho cuộc chinh phục của họ và buộc phải cải đạo sang Cơ đốc giáo. Do ảnh hưởng và quyền lực ngày càng tăng của những kẻ chinh phục, nhiều nhà lãnh đạo bản địa bắt đầu lên án chính các hành vi đồng tính luyến ái. Trong thời kỳ sau khi thuộc địa hóa châu Âu, đồng tính luyến ái bị Tòa án dị giáo truy tố, đôi khi dẫn đến các bản án tử hình với tội danh độc tài, và các thực hành trở nên bí mật. Nhiều người đàn ông đồng tính đã đi vào hôn nhân khác giới để giữ vẻ bề ngoài, và một số tìm đến giáo sĩ để thoát khỏi sự soi mói của công chúng.
Trong Tòa án Dị giáo Mexico, sau hàng loạt đơn tố cáo, các nhà chức trách đã bắt 123 người đàn ông vào năm 1658 vì tình nghi là người đồng tính. Mặc dù nhiều người đã trốn thoát, nhưng Tòa án Hình sự Hoàng gia đã kết án tử hình mười bốn người đàn ông thuộc các thành phần xã hội và sắc tộc khác nhau bằng cách đốt công khai, theo luật được Isabella Công giáo thông qua năm 1497. Các bản án được thực hiện cùng nhau vào một ngày 6 tháng 11 năm 1658. Các ghi chép về những vụ thử nghiệm này và những vụ xảy ra vào các năm 1660, 1673 và 1687, cho thấy rằng Thành phố Mexico, giống như nhiều thành phố lớn khác vào thời điểm đó có một thế giới ngầm đang hoạt động.

### Đông Á
Ở Đông Á, quan hệ đồng giới giữa nam giới đã được ghi nhận kể từ khi được lịch sử ghi lại sớm nhất. Đồng tính luyến ái ở Trung Quốc, được gọi là niềm đam mê của trái đào cắt và nhiều cách nói khác, đã được ghi nhận từ khoảng năm 600 trước Công nguyên. Đồng tính luyến ái nam đã được đề cập trong nhiều tác phẩm nổi tiếng của văn học Trung Quốc. Những trường hợp tình cảm đồng giới và tương tác tình dục được mô tả trong tiểu thuyết cổ điển Hồng Lâu Mộng dường như quen thuộc với giới quan sát hiện nay cũng như những câu chuyện tương tự về những mối tình lãng mạn giữa những người khác giới trong cùng thời kỳ. Nho giáo, chủ yếu là một triết lý xã hội và chính trị, ít tập trung vào tình dục, cho dù là đồng tính luyến ái hay dị tính luyến ái. Văn học triều đại nhà Minh, chẳng hạn như Bian Er Chai (弁 而 釵 / 弁 而 钗), miêu tả các mối quan hệ đồng tính giữa nam giới thú vị hơn và "hài hòa" hơn các mối quan hệ khác giới. Các tác phẩm từ thời Lưu Tống của Wang Shunu cho rằng đồng tính luyến ái phổ biến như dị tính luyến ái vào cuối thế kỷ thứ 3 ở Trung Quốc. Sự phản đối đồng tính luyến ái nam ở Trung Quốc bắt nguồn từ thời nhà Đường trung cổ (618–907), được cho là do ảnh hưởng ngày càng tăng của các giá trị Thiên chúa giáo và Hồi giáo, nhưng không được thiết lập đầy đủ cho đến khi các nỗ lực Tây hóa vào cuối thời nhà Thanh. và Trung Hoa Dân Quốc.

### Châu Âu

#### Giai đoạn cổ đại

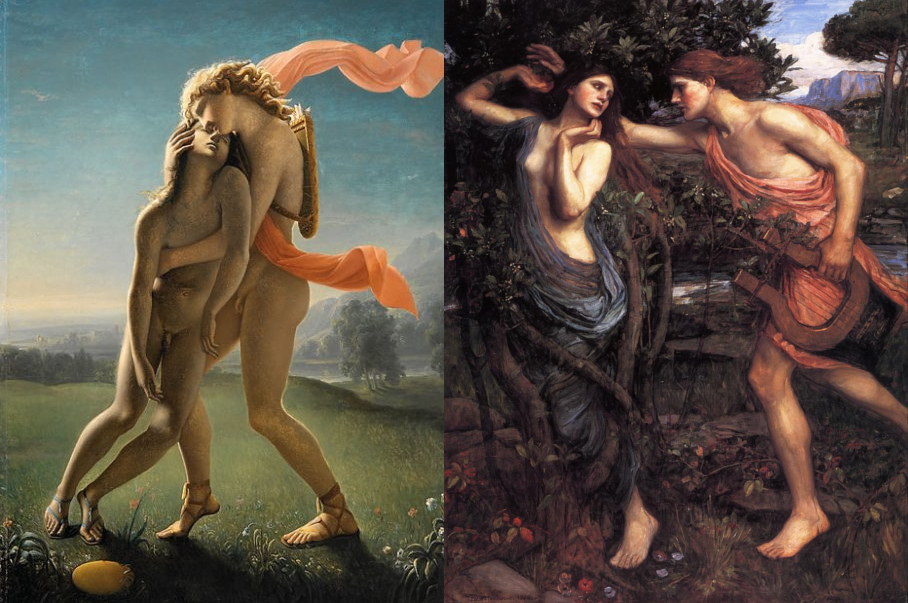

Các tài liệu phương Tây sớm nhất (dưới dạng các tác phẩm văn học, đồ vật nghệ thuật và tài liệu thần thoại) liên quan đến các mối quan hệ đồng giới nam có nguồn gốc từ Hy Lạp cổ đại. Những mối quan hệ này đã bị hạn chế giữa những người đàn ông "bình thường" và những nam tình nhân trẻ của họ. Tuy nhiên, quan hệ giữa những người đàn ông trưởng thành vẫn bị coi là điều cấm kỵ trong văn hóa Hy Lạp cổ đại. Với tầm quan trọng trong xã hội Hy Lạp trong việc nuôi dưỡng nam tính của nam giới trưởng thành và tác động nữ tính hóa được nhận thức khi trở thành bạn tình thụ động, quan hệ giữa những người đàn ông trưởng thành có địa vị xã hội tương đương được coi là có vấn đề lớn và thường gắn liền với sự kỳ thị xã hội.
Tuy nhiên, sự kỳ thị này chỉ dành cho đối tác thụ động trong mối quan hệ. Theo quan điểm đương thời, những người đàn ông Hy Lạp đảm nhận vai trò tình dục thụ động sau khi đến tuổi trưởng thành - lúc đó họ được cho là sẽ đóng vai trò ngược lại trong các mối quan hệ tình cảm và trở thành thành viên chủ động và thống trị - do đó được nữ tính hóa hoặc "trở thành phụ nữ". Có rất nhiều bằng chứng trong nhà hát của Aristophanes đã hạ bệ những người đàn ông thụ động này và đưa ra một cái nhìn thoáng qua về kiểu cắn rứt xã hội và sự xấu hổ ("atimia") mà xã hội của họ dồn lên họ.
Một số học giả cho rằng có những ví dụ về tình yêu đồng giới nam trong văn học cổ đại, chẳng hạn như Achilles và Patroclus trong Iliad.  Ở La Mã cổ đại, cơ thể nam giới trẻ vẫn là trọng tâm của sự chú ý tình dục của nam giới, nhưng các mối quan hệ giữa những người đàn ông tự do lớn tuổi và nô lệ hoặc những thanh niên được tự do có vai trò tiếp thu tình dục. Các Hellenophile hoàng đế Hadrian nổi tiếng với mối quan hệ của mình với Antinous, nhưng hoàng đế Kitô giáo Theodosius I ra lệnh một đạo luật trên 06 tháng 8 390, lên án con đực thụ động được thiêu sống.

#### Thời phục hưng
Trong thời kỳ Phục hưng, các thành phố giàu có ở miền bắc nước Ý - đặc biệt là Florence và Venice - nổi tiếng với việc thực hành rộng rãi tình yêu đồng giới, được một bộ phận đáng kể nam giới tham gia và được xây dựng theo mô hình cổ điển của Hy Lạp và La Mã.  Nhưng ngay cả khi nhiều nam giới tham gia vào các mối quan hệ đồng giới, các nhà chức trách, dưới sự bảo trợ của các Cảnh sát viên của tòa án Đêm, vẫn truy tố, phạt tiền và bỏ tù một phần lớn dân số đó.
Từ nửa sau thế kỷ 13, cái chết là hình phạt đối với tình dục đồng giới nam ở hầu hết châu Âu.  Mối quan hệ của các nhân vật nổi tiếng trong xã hội, chẳng hạn như Vua James I và Công tước Buckingham, đã làm nổi bật vấn đề,  bao gồm trong các tờ rơi đường phố có tác giả ẩn danh: "Thế giới đang thay đổi, tôi không biết làm thế nào, Vì đàn ông Hôn Đàn ông, không phải Phụ nữ bây giờ; ... Của J. the First và Buckingham: Anh ta, đúng là như vậy, Những người vợ của anh ta Ôm nhau bỏ trốn, Để giết người yêu của anh ta Ganimede "( Mundus Foppensis, hay The Fop Display'd , 1691).

## Trong lịch sử phương Tây hiện đại

### Trong Holocaust

Tam giác hồng - biểu tượng được sử dụng trong cuộc Đại Diệt Chủng

Những người đồng tính nam là một trong những nạn nhân chính của Holocaust, cuộc tàn sát của Đức Quốc xã. Trong lịch sử, bước hợp pháp sớm nhất đối với cuộc đàn áp đồng tính luyến ái nam của Đức Quốc xã là Đoạn 175 năm 1871, một đạo luật được thông qua sau khi Đế quốc Đức thống nhất. Đoạn 175 viết: "Một hành vi quan hệ tình dục không tự nhiên được thực hiện giữa những người có giới tính nam... có thể bị phạt tù; mất quyền công dân cũng có thể bị áp dụng." Luật được giải thích khác nhau ở Đức cho đến ngày 23 tháng 4 năm 1880, khi Reichsgericht ra phán quyết rằng các hành vi tội phạm đồng tính liên quan đến quan hệ tình dục qua đường hậu môn, miệng hoặc giữa hai người đàn ông. Bất cứ điều gì ít hơn (chẳng hạn như hôn và âu yếm) được coi là trò chơi vô hại.
Franz Gürtner, Bộ trưởng Tư pháp của Đế chế đã sửa đổi Đoạn 175 để giải quyết những "lỗ hổng" trong luật sau Đêm của những con dao dài. Phiên bản năm 1935 của Đoạn 175 tuyên bố "các biểu hiện" của đồng tính luyến ái là tội phạm có thể truy tố. Thay đổi quan trọng nhất đối với luật là sự thay đổi rõ ràng về đồng tính luyến ái nam từ " Một hành vi quan hệ tình dục không tự nhiên được thực hiện giữa những người có giới tính nam " thay vào đó là " Một người nam phạm tội quan hệ tình dục với một người nam khác."Điều này đã mở rộng phạm vi của luật để ngược đãi những người đồng tính nam với tư cách là một nhóm người, thay vì đồng tính luyến ái nam như một hành vi tình dục. Hôn, thủ dâm lẫn nhau và thư tình giữa những người đàn ông hiện được coi là lý do chính đáng để cảnh sát bắt giữ. luật không bao giờ định nghĩa một "tội phạm tình dục", để nó diễn giải.
Từ năm 1933 đến năm 1945, ước tính có khoảng 100.000 người đàn ông bị bắt vì đồng tính luyến ái dưới chế độ Đức Quốc xã, trong đó có khoảng 50.000 người bị kết án chính thức. Hầu hết những người đàn ông này đã từng ngồi tù, trong khi ước tính có khoảng 5.000 đến 15.000 bị giam trong các trại tập trung của Đức Quốc xã. Rüdiger Lautmann cho rằng tỷ lệ tử vong của những người đồng tính luyến ái trong các trại tập trung có thể lên tới 60%. Những người đồng tính nam trong trại phải chịu mức độ tàn ác bất thường bởi những kẻ bắt giữ họ và thường xuyên bị sử dụng làm đối tượng cho các thí nghiệm y tế của Đức Quốc xã khi các nhà khoa học cố gắng tìm ra "phương pháp chữa trị" cho đồng tính luyến ái.

### Khủng hoảng AIDS ở Hoa Kỳ

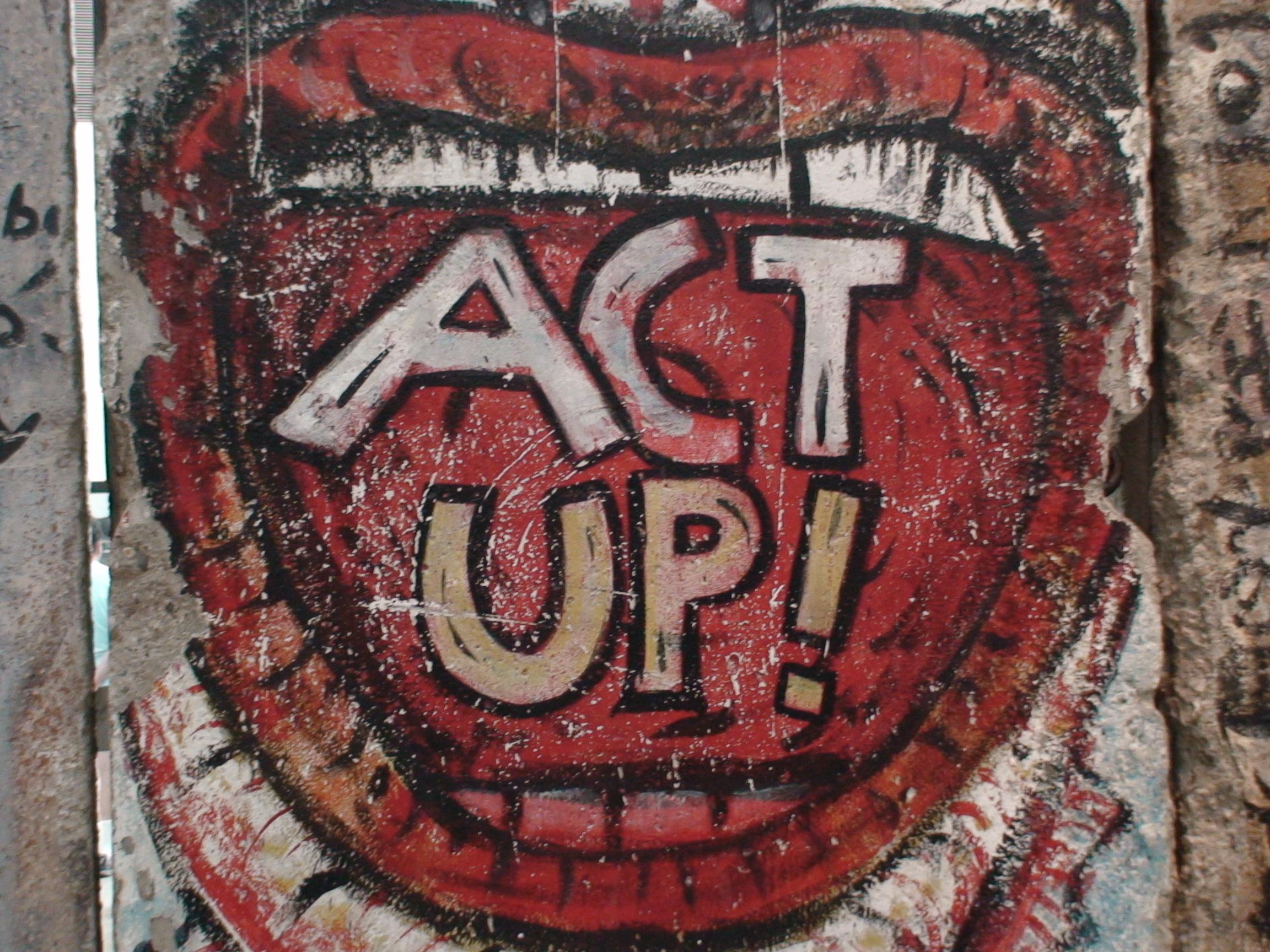
ACT UP, chiến dịch kêu gọi nghiên cứu y học dành cho cuộc khủng hoảng HIV/AIDS

Đại dịch HIV/AIDS được coi là thời kỳ chết chóc nhất trong lịch sử hiện đại đối với những người đồng tính nam, và thế hệ những người đồng tính nam chết trong cuộc khủng hoảng được gọi là "thế hệ mất mát".  Khi mới bắt đầu, dịch bệnh đặc biệt nghiêm trọng ở Hoa Kỳ. Năm 1980, Ken Horne, cư dân San Francisco, được báo cáo cho CDC với bệnh sarcoma Kaposi (KS). Ông được xác định là bệnh nhân đầu tiên của đại dịch AIDS ở Mỹ.
Năm 1981, Lawrence Mass trở thành nhà báo đầu tiên trên thế giới viết về bệnh dịch trên tờ New York Native .  Cuối năm đó, CDC đã báo cáo một cụm bệnh Pneumocystis viêm phổi ở năm người đồng tính nam ở Los Angeles.  Tháng sau, The New York Times đăng dòng tiêu đề: "Bệnh ung thư hiếm gặp ở 41 người đồng tính."  Căn bệnh này sớm được gọi là Suy giảm Miễn dịch Liên quan đến Người đồng tính (GRID), vì nó được cho là chỉ ảnh hưởng đến những người đồng tính nam.  Vào tháng 6 năm 1982, Larry Kramer thành lập Tổ chức Khủng hoảng Sức khỏe Nam giới Đồng tính nam để cung cấp thực phẩm và hỗ trợ cho những người đồng tính nam qua đời ở Thành phố New York. Trong những năm đầu của cuộc khủng hoảng AIDS, những người đồng tính nam bị đối xử tàn tệ trong khu cách ly bệnh viện, bị bỏ mặc không liên lạc trong nhiều tuần liền.
1990 ACT UP hành động trực tiếp cấp tiến phản đối tốc độ nghiên cứu liên bang về bệnh AIDS của Chính quyền Bush chậm lại.
Trong những năm đầu của vụ dịch, có nhiều thông tin sai lệch đáng kể xung quanh căn bệnh này. Tin đồn xoay quanh rằng việc ở cùng phòng hoặc bị một người đồng tính nam chạm vào có thể khiến một người bị nhiễm HIV. Mãi đến tháng 4 năm 1984, Bộ trưởng Y tế và Dịch vụ Nhân sinh Hoa Kỳ Margaret Heckler thông báo trong một cuộc họp báo rằng nhà khoa học người Mỹ Robert Gallo đã phát hiện ra nguyên nhân có thể gây ra bệnh AIDS, loại virus retrovirus được đặt tên là virus suy giảm miễn dịch ở người hoặc HIV. Vào tháng 9 năm 1985, trong nhiệm kỳ thứ hai của mình tại vị, Tổng thống Hoa Kỳ Ronald Reaganlần đầu tiên công khai đề cập đến căn bệnh AIDS sau khi được hỏi về việc chính quyền của 
ông thiếu kinh phí nghiên cứu y tế cho cuộc khủng hoảng.  Bốn tháng sau, Anthony Fauci, giám đốc Viện Dị ứng và Bệnh truyền nhiễm Quốc gia, tuyên bố, "Một triệu người Mỹ đã bị nhiễm vi rút và con số này sẽ tăng lên ít nhất 2 triệu hoặc 3 triệu trong vòng 5 đến 10 năm. "  Đồng tính nam, chuyển giới nữ, và những người đàn ông song tính phải đối mặt với nhiều cái chết trong thập kỷ đầu tiên của cuộc khủng hoảng. Các nhà hoạt động tuyên bố rằng chính phủ đã phản ứng với đại dịch bằng sự thờ ơ vì nhận thức được "sự thiếu tôn trọng xã hội" của những nhóm này. Để giải quyết sự thờ ơ nhận thức được này, các nhà hoạt động như Vito Russo, Larry Kramer và những người khác,  đã thực hiện nhiều cách tiếp cận chiến binh hơn đối với hoạt động phòng chống AIDS, tổ chức hành động trực tiếp thông qua các tổ chức như ACT UP để buộc các tập đoàn dược phẩm và cơ quan chính phủ phản ứng dịch bệnh với mức độ khẩn cấp hơn. ACT UP cuối cùng đã phát triển thành một tổ chức xuyên quốc gia, với 140 chương trên khắp thế giới,  trong khi cuộc khủng hoảng AIDS cuối cùng đã trở thành dịch bệnh toàn cầu. Đến năm 2019, các biến chứng liên quan đến AIDS đã cướp đi sinh mạng của 32,7 triệu người trên toàn thế giới. 

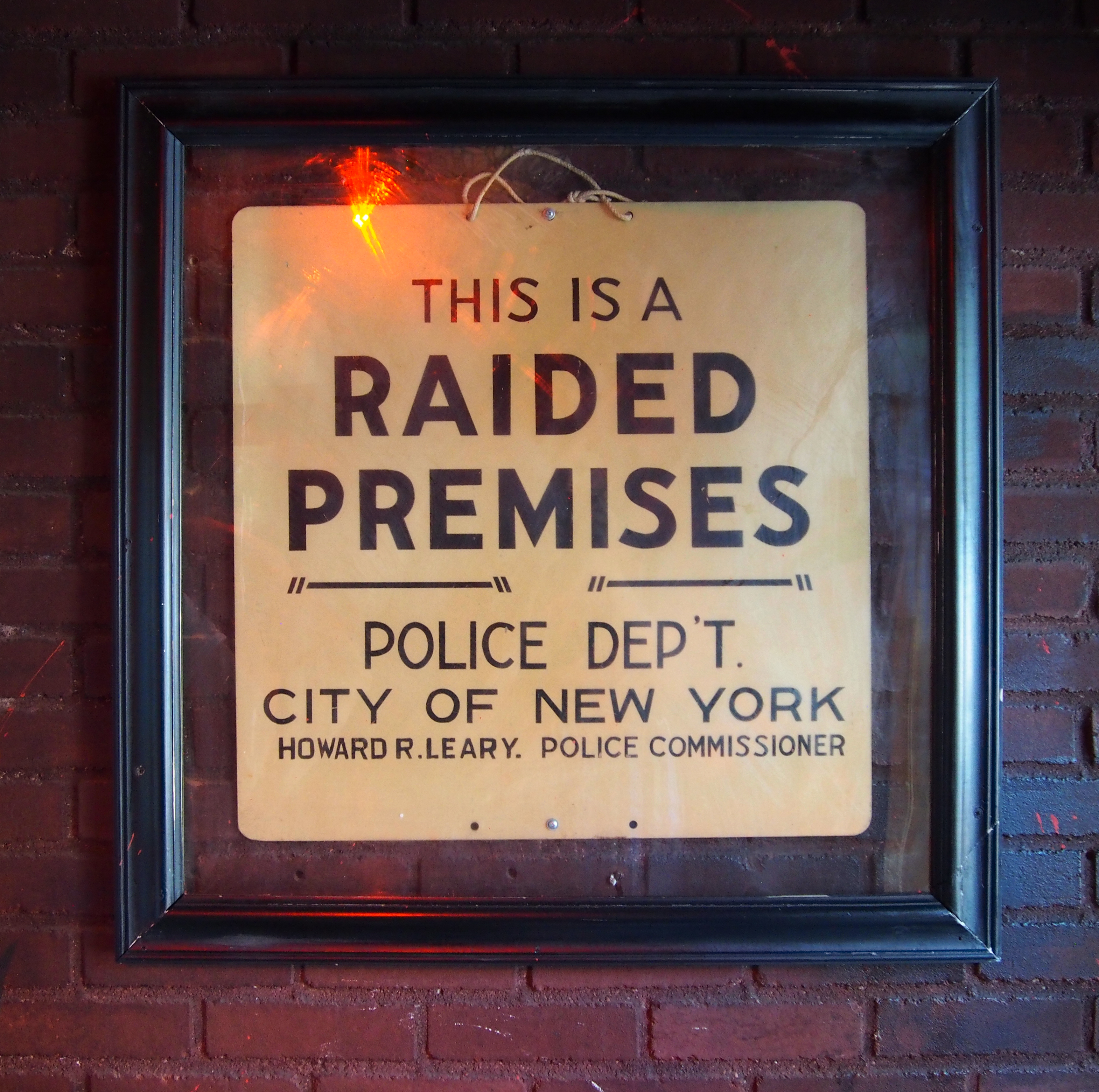
Biểu tượng cuộc bạo loạn Stonewall Inn

### Bạo loạn Stonewall
Bạo loạn Stonewall là một chuỗi những cuộc bạo động mang tính tự phát nhằm chống lại một cuộc vây bắt của cảnh sát Mỹ diễn ra vào sáng sớm ngày 28 tháng 6 năm 1969 tại quán rượu Stonewall, làng Greenwich, vùng Hạ Manhattan, Thành phố New York. Cuộc bạo loạn được thúc đẩy bởi các Drag queen, chủ yếu là Marsha P. Johnson.
Sự kiện này thường được nhắc tới như là vụ việc đầu tiên trong lịch Hoa Kỳ khi mà cộng đồng đồng tính Mỹ phản kháng lại một hệ thống của chính phủ Mỹ nhằm trừng trị những người tình dục thiểu số, và nó trở thành sự kiện đánh dấu sự bắt đầu của cuộc đấu tranh cho các quyền của người đồng tính ở Hoa Kỳ và trên toàn thế giới.
Người Mỹ đồng tính vào những năm 1950 và 1960 phải đối diện với một hệ thống luật pháp kỳ thị hơn so với những nước thuộc khối Warsaw (khối xã hội chủ nghĩa Đông Âu). Những nhóm đồng tính đầu tiên ở Hoa Kỳ cố gắng chứng minh rằng người đồng tính có thể hòa nhập vào xã hội và họ mong muốn một nền giáo dục không đối đầu cho người đồng tính cũng như dị tính. Tuy nhiên, những năm cuối thập niên 1960, xã hội Mỹ rất căng thẳng khi có nhiều phong trào đấu tranh xã hội bao gồm Phong trào Nhân quyền cho người Mỹ gốc Phi (African American Civil Rights Movement), Phản văn hóa những năm 1960 (Counterculture of the 1960s) và Phong trào phản chiến trong Chiến tranh Việt Nam. Những ảnh hưởng này cùng với một môi trường tự do của Làng Greenwich đã tạo xúc tác cho cuộc bạo loạn Stonewall.
Rất ít tổ chức ở Mỹ tiếp đón những người công khai đồng tính vào những năm 1950 và 1960. Những nơi tiếp đón họ thường là những quán bar kín, mặc dù chủ và người quản lý quán ít khi là người đồng tính. Quán rượu Stonewall tại thời điểm đó thuộc sở hữu của Mafia. Quán phục vụ một số loại khách nhưng được biết đến là những người nghèo nhất và những người bị tách ra khỏi xã hội: drag queen, cộng đồng chuyển đổi giới tính mới, những chàng ẻo lả trẻ tuổi, trai mại dâm và thanh niên vô gia cư.
Cảnh sát Mỹ đã nhiều lần đột kích những quán bar đồng tính trong những năm 1960. Lúc 1:20 a.m. thứ bảy, 28/6/1969, cảnh sát Mỹ xông vào quán rượu Stonewall. Nhưng họ nhanh chóng mất kiểm soát tình hình ở quán rượu Stonewall và đã gây chú ý cho một đám đông người, và họ đã châm ngòi cho những cuộc bạo loạn. Căng thẳng giữa cảnh sát Thành phố New York và các nhóm đồng tính tụ tập ở Làng Greenwich tăng cao thành cuộc biểu tình vào tối hôm sau và nhiều ngày sau đó. Trong nhiều tuần, người dân nhanh chóng tổ chức thành những nhóm hoạt động để tập trung nỗ lực thành lập những địa điểm cho người đồng tính công khai mà không sợ bị bắt bớ. Cảnh sát Mỹ tấn công dữ dội các địa điểm này, bắt giữ nhiều người.

## Tình trạng pháp lý trong xã hội hiện đại

### Châu Á

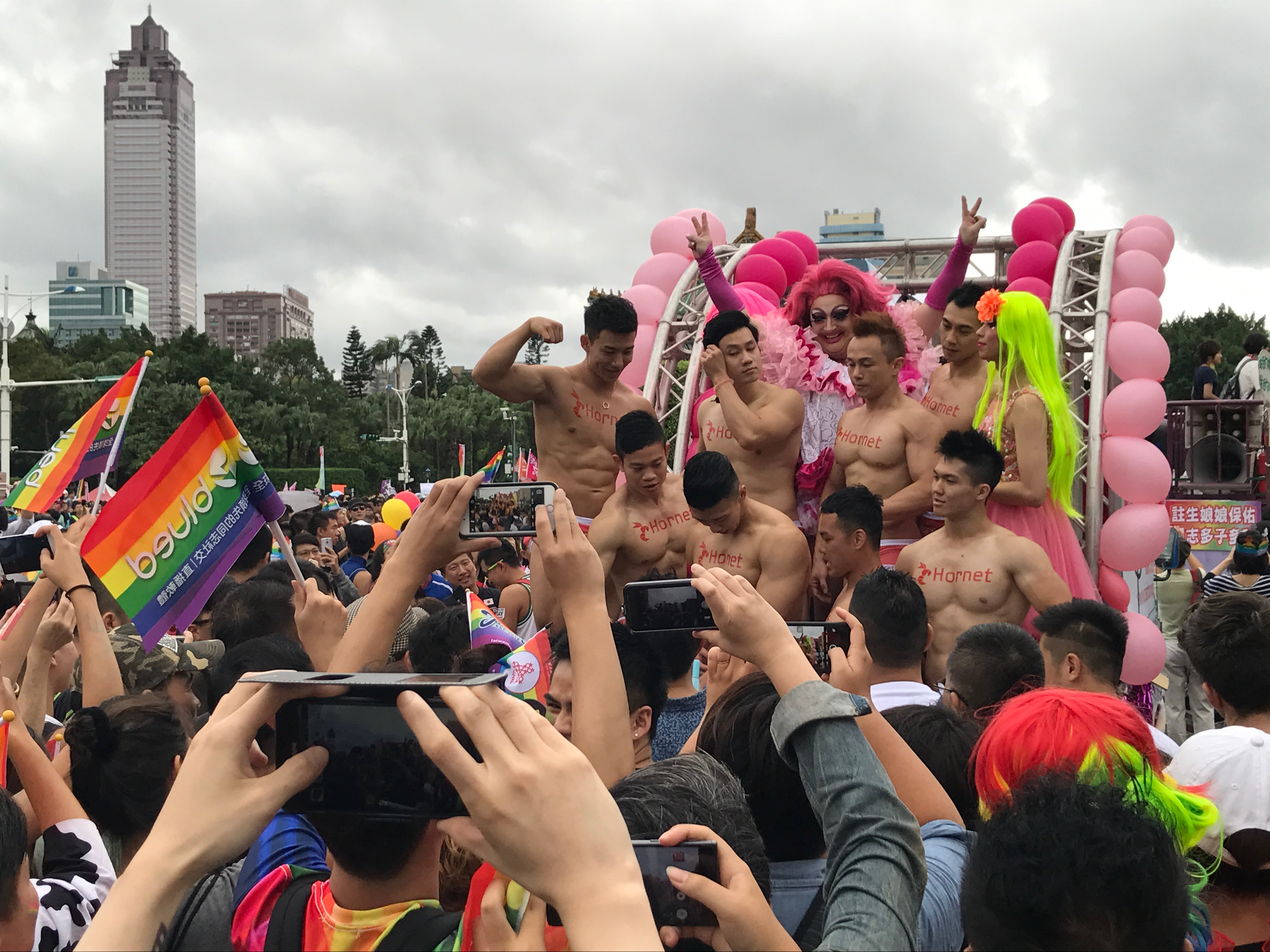
Gay Pride- lễ hội diễu hành thường niên tại Đài Loan

Hoạt động tình dục đồng giới bị cấm ở 23 quốc gia châu Á. Trong khi ít nhất tám quốc gia đã ban hành các biện pháp bảo vệ người LGBT, chỉ có Israel và Đài Loan cung cấp nhiều quyền LGBT hơn - bao gồm cả việc công nhận mối quan hệ đồng giới.
Tại Afghanistan, Brunei, Iran, Qatar, Ả Rập Saudi, Các Tiểu vương quốc Ả Rập Thống nhất và Yemen, hoạt động đồng tính luyến ái bị trừng phạt bằng án tử hình.  Hình phạt pháp lý đối với hoạt động tình dục đồng giới có sự khác nhau giữa các trường phái n: một số quy định hình phạt tử hình; trong khi các quy định khác quy định một hình phạt tùy nghi nhẹ hơn như bỏ tù. Ở một số quốc gia có đa số người Hồi giáo ít bảo thủ hơn về mặt tôn giáo như Azerbaijan và Jordan, đồng tính luyến ái là hợp pháp, nhưng thường không được xã hội chấp nhận.
Các mối quan hệ bình đẳng theo mô hình phương Tây đã trở nên thường xuyên hơn, mặc dù vẫn còn hiếm. Campuchia, Đông Timor, Ấn Độ, Hồng Kông, Israel, Nhật Bản, Mông Cổ, Nepal, Philippines, Hàn Quốc, Đài Loan, Thái Lan, Thổ Nhĩ Kỳ, Việt Nam và Síp được xem là những quốc gia cởi mở nhất với cộng đồng LGBT ở châu Á. Nhật Bản, Israel, Thái Lan, Đài Loan và Nepal là những nước đóng vai trò quan trọng trong luật pháp. Tính đến năm 2019, chỉ có Đài Loan, Lãnh thổ hải ngoại Akrotiri và Dhekelia thuộc Anh và Lãnh thổ Ấn Độ Dương thuộc Anh đã hợp pháp hóa hôn nhân đồng giới.
Trong một tuyên bố của Đại hội đồng Liên hợp quốc về quyền LGBT năm 2011, các đảng phái nhà nước đã có cơ hội bày tỏ sự ủng hộ hoặc phản đối về chủ đề này. Chỉ có Armenia, Georgia, Cyprus, Israel, Hàn Quốc, Nhật Bản, Mông Cổ, Nepal, Thái Lan và Đông Timor bày tỏ sự ủng hộ của họ. Sau đó Việt Nam và Philippines cũng theo gót. Các quốc gia bày tỏ sự phản đối là Indonesia, Malaysia, Brunei, Maldives, Triều Tiên, Bangladesh, Pakistan, Iran, Iraq, Saudi Arabia, Kuwait, Oman, Yemen, Các Tiểu vương quốc Ả Rập Thống nhất, Bahrain, Qatar, Syria, Afghanistan, Jordan, Kazakhstan, Turkmenistan và Tajikistan. Các đảng châu Á khác không thể hiện sự ủng hộ hay phản đối.
Đảng chính trị LGBT đầu tiên và duy nhất trên thế giới, Ladlad, được thành lập tại Philippines vào năm 2003.
Năm 2016, trong một liên minh do châu Phi dẫn đầu nhằm loại bỏ chuyên gia của Liên hợp quốc về các vấn đề LGBT, phần lớn các quốc gia châu Á ủng hộ giữ vai trò của chuyên gia LGBT của Liên hợp quốc, chỉ với các quốc gia Hồi giáo, với sự bổ sung của Trung Quốc và Singapore, phản đối.
Vào năm 2019, một cuộc khảo sát của The Economist cho thấy 45% người được hỏi ở châu Á - Thái Bình Dương tin rằng hôn nhân đồng giới là không thể tránh khỏi trong khu vực, trong khi 31% người được hỏi không đồng ý. Hơn nữa, 3/4 số người được khảo sát cho biết môi trường cởi mở hơn đối với quyền của LGBT so với 3 năm trước. Trong số những người báo cáo về việc cải thiện môi trường cho người LGBT, 38% cho rằng có sự thay đổi trong chính sách hoặc luật pháp. Trong khi đó, 36% cho rằng việc đưa tin về các vấn đề LGBT trên các phương tiện truyền thông chính thống là một yếu tố chính. Các lý do hàng đầu được trích dẫn cho việc giảm bớt sự cởi mở là do các tổ chức tôn giáo vận động chống LGBT.

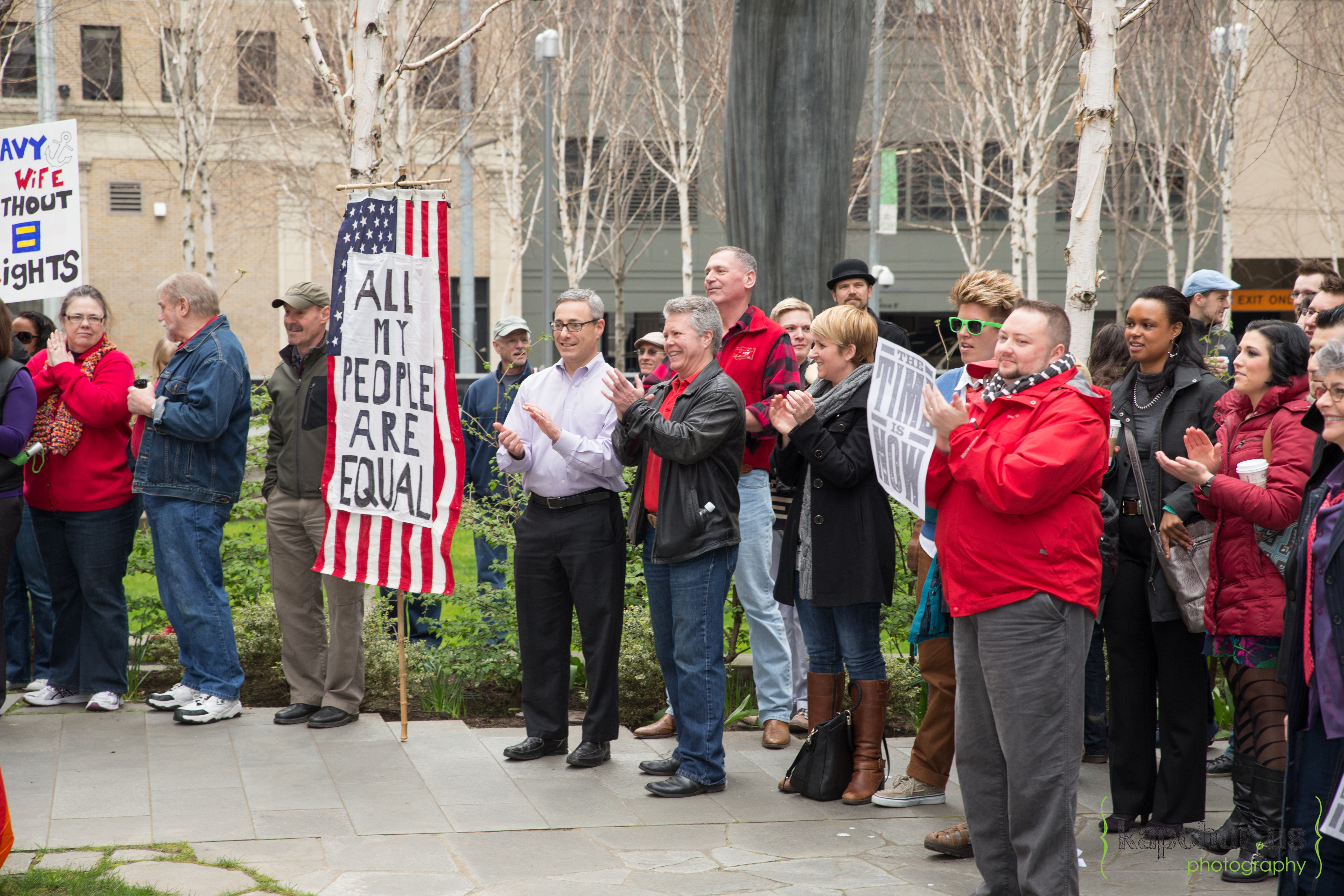
Cuộc vận động kêu gọi hôn nhân bình đẳng ở Mỹ

#### Việt Nam
Những người đồng tính nữ, đồng tính nam, song tính, chuyển giới (LGBT) ở Việt Nam có thể phải đối mặt với những thách thức pháp lý mà những người không thuộc cộng đồng LGBT phải trải qua. Hoạt động tình dục đồng giới nam và nữ đều hợp pháp và được cho là chưa từng bị hình sự hóa trong lịch sử Việt Nam. Tuy nhiên, các cặp vợ chồng đồng giới và các hộ gia đình do các cặp đồng tính làm chủ hộ không đủ điều kiện nhận được các biện pháp bảo vệ pháp lý dành cho các cặp đôi khác giới. Mặc dù đồng tính luyến ái thường bị coi là điều cấm kỵ, nhưng nhận thức về quyền của LGBT đã tăng lên trong thế kỷ 21. Tuy nhiên, các báo cáo về phân biệt đối xử với người LGBT tuy không phổ biến, nhưng có tới khoảng 20% người LGBT cho biết đã bị các thành viên trong gia đình đánh đập. Cuộc diễu hành tự hào đồng tính đầu tiên của Việt Nam diễn ra một cách hòa bình tại Hà Nội vào ngày 5 tháng 8 năm 2012. Năm 2017, các cuộc diễu hành tự hào đã được tổ chức tại khoảng 35 tỉnh thành phố khác.

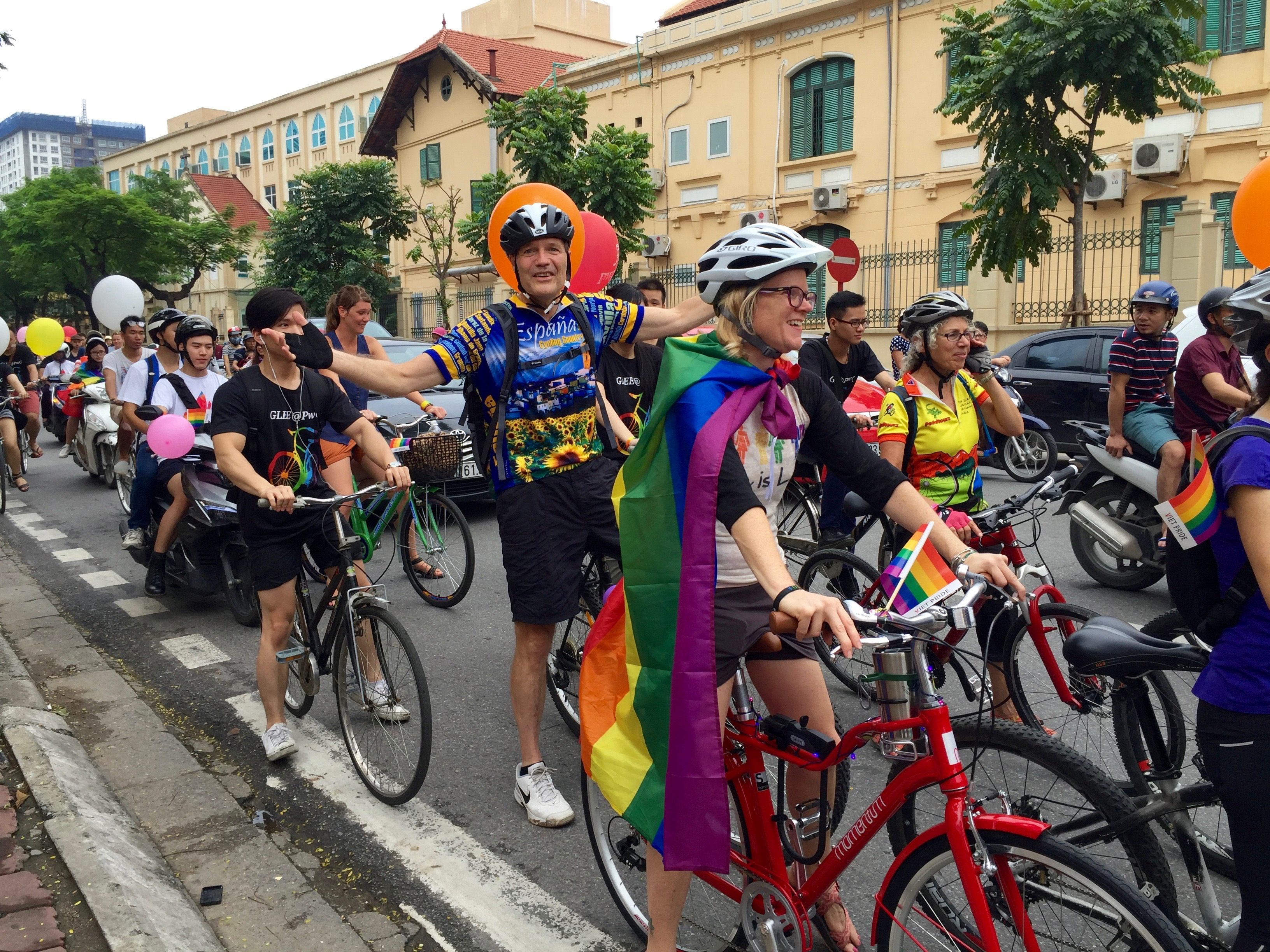
VietPride 2016

Mặc dù đã có những thay đổi lớn, song người đồng tính nam vẫn phải chịu đựng sự kỳ thị không nhỏ từ gia đình, họ hàng và một số người xung quanh. Theo khảo sát của Viện nghiên cứu Xã hội, Kinh tế và Môi trường thực hiện năm 2015 , khoảng 31.4% người đồng tính nam tham gia khảo sát nói rằng họ phải chịu phân biệt đối xử. 44.9% bị la mắng hoặc dùng lời nói gây áp lực và có tới 11% bị đánh đập, hành hung. 43.5% bị ngăn cản trong các mối quan hệ. Ở trường học, có tới 75% người đồng tính nam tham gia khảo sát bị bạn bè bắt nạt.

### Châu Âu
Quyền của người đồng tính nam rất đa dạng ở Châu Âu cho mỗi quốc gia. 16 trong số 28 quốc gia đã hợp pháp hóa hôn nhân đồng giới trên toàn thế giới nằm ở Châu Âu. Hơn 13 quốc gia châu Âu đã hợp pháp hóa các liên minh dân sự hoặc các hình thức công nhận hạn chế hơn cho các cặp đồng tính.
Một số quốc gia châu Âu không công nhận bất kỳ hình thức kết hợp đồng giới nào. Theo hiến pháp của Armenia, Belarus, Bulgaria, Croatia, Georgia, Hungary, Latvia, Lithuania, Moldova, Montenegro, Ba Lan, Nga, Serbia, Slovakia, Hungary, Latvia, Lithuania, Moldova, Montenegro, Ba Lan, Nga, Serbia, Slovakia và Ukraine. Tuy nhiên, trong số này, Armenia công nhận hôn nhân đồng giới được thực hiện ở nước ngoài và Croatia, Hungary và Montenegro công nhận kết hợp dân sự. Đông Âu được coi là có ít quyền và sự bảo vệ hợp pháp hơn, điều kiện sống tồi tệ hơn và công luận ít ủng hộ người LGBT hơn so với Tây Âu.
Tất cả các quốc gia châu Âu cho phép kết hôn cũng cho phép các cặp đồng tính nhận con nuôi chung, Andorra cũng vậy. Trong số các quốc gia có kết hợp dân sự, không có quốc gia nào ngoài Andorra cho phép nhận con nuôi chung, và chỉ một nửa cho phép nhận cha mẹ kế.
Vào tháng 12 năm 2020, Hungary đã cấm một cách hợp pháp việc nhận con nuôi đối với các cặp đồng tính trong hiến pháp của mình.

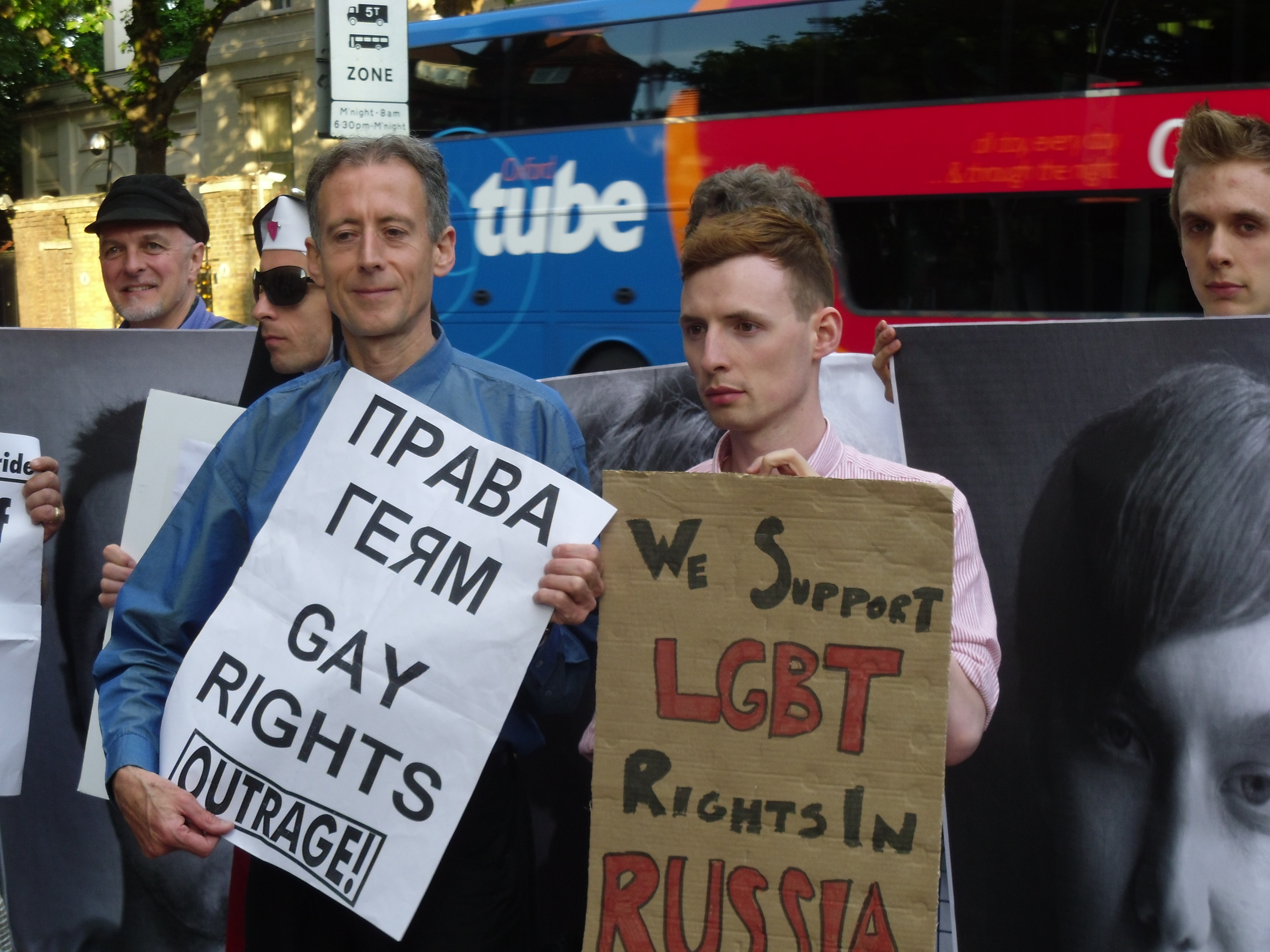
Biểu tình phản đối lệnh cấm của Nga đối với Moscow Gay Pride 2011

Ba quốc gia châu Âu đứng đầu về bình đẳng theo ILGA-Europe là Malta, Bỉ và Luxembourg. Tây Âu thường được coi là một trong những khu vực tiến bộ nhất trên thế giới đối với người đồng tính nam nói riêng và cộng đồng LGBT nói chung.

### Châu Mỹ
Ở châu Mỹ (cả Bắc và Nam), đồng tính luyến ái nam là hợp pháp ở hầu hết mọi quốc gia.

#### Hoa Kỳ
Quyền của người đồng tính nữ, đồng tính nam, song tính và chuyển giới (LGBT) ở Hoa Kỳ đã phát triển đáng kể theo thời gian. Trước năm 1962, tất cả 50 bang hình sự hóa hoạt động tình dục đồng giới, nhưng đến năm 2015, người Mỹ đã giành được quyền kết hôn đồng giới trên toàn quốc. Ngoài ra, ở nhiều tiểu bang và thành phố, người thuộc cộng đồng LGBT được bảo vệ hợp pháp khỏi phân biệt đối xử trong việc làm, nhà ở và tiếp cận các cơ sở công cộng, mặc dù vẫn thiếu sự bảo vệ pháp lý toàn diện khỏi sự phân biệt đối xử ở cấp Liên bang.
Nhiều người đồng tính nam vẫn phải đối mặt với những thách thức về luật pháp và xã hội đặc biệt là ở các bang có đông dân cư bảo thủ, chẳng hạn như ở Deep South; ở các khu vực nông thôn; và ở một số quốc gia bộ lạc thổ dân châu Mỹ.
Nhiều quyền ở Hoa Kỳ dành cho người đồng tính nam nói riêng và cộng đồng LGBT nói chung đã được Tòa án Tối cao Hoa Kỳ thiết lập. Trong năm phán quyết mang tính bước ngoặt từ năm 1996 đến năm 2020, Tòa án tối cao đã hủy bỏ hiệu lực của luật tiểu bang cấm phân biệt đối xử dựa trên xu hướng tính dục và bản dạng giới, bãi bỏ luật cấm tình dục đồng giới trên toàn quốc, bãi bỏ Mục 3 của Đạo luật Bảo vệ Hôn nhân, khiến hôn nhân đồng giới trở thành hợp pháp trên toàn quốc, và bị cấm phân biệt đối xử trong việc làm đối với nhân viên đồng tính và chuyển giới.
Luật chống phân biệt đối xử liên quan đến LGBT liên quan đến nhà ở và các dịch vụ tư nhân và công cộng khác nhau giữa các bang, khiến cư dân của một số bang không được bảo vệ. 23 tiểu bang cộng với Washington, D.C., Guam và Puerto Rico cấm phân biệt đối xử dựa trên khuynh hướng tình dục và 23 tiểu bang cộng với Washington, D.C. cấm phân biệt đối xử dựa trên nhận dạng hoặc biểu hiện giới tính .Đạo luật Bình đẳng, hiện đang được đề xuất tại Quốc hội Hoa Kỳ, sẽ cấm phân biệt đối xử dựa trên khuynh hướng tình dục và bản dạng giới trên toàn đất nước.
Luật gia đình cũng thay đổi theo từng tiểu bang. Việc nhận con nuôi của các cặp vợ chồng đồng giới là hợp pháp trên toàn quốc kể từ tháng 6 năm 2015 sau quyết định của Tòa án Tối cao trong vụ Obergefell kiện Hodges (mặc dù Mississippi không có lệnh cấm nhận con nuôi đồng giới cho đến tháng 3 năm 2016). Các chính sách liên quan đến việc nhận con nuôi rất khác nhau giữa các khu vực pháp lý. Một số bang cho phép tất cả các cặp vợ chồng nhận con nuôi, trong khi những bang khác cấm tất cả các cặp vợ chồng chưa kết hôn nhận con nuôi.
Các tội ác thù hận dựa trên khuynh hướng tình dục hoặc bản dạng giới bị luật liên bang trừng phạt theo Đạo luật ngăn chặn tội phạm căm thù của Matthew Shepard và James Byrd, Jr. năm 2009, nhưng nhiều bang thiếu luật chống tội phạm căm thù cấp bang bao gồm khuynh hướng tình dục và / hoặc bản dạng giới. Người LGBT da màu phải đối mặt với tỷ lệ phân biệt đối xử và tội ác thù hận cao nhất, đặc biệt là phụ nữ da màu chuyển giới.
Quyền công dân cho người LGBT ở Hoa Kỳ được nhiều tổ chức ở mọi cấp độ và mức độ tập trung của đời sống chính trị và luật pháp ủng hộ, bao gồm cả Chiến dịch Nhân quyền, Lambda Legal, GLBTQ Legal Advocates & Defenders (GLAD), American Civil Liberties Union (ACLU), Trung tâm Quốc gia về Bình đẳng Chuyển giới, và Trung tâm Quốc gia về Quyền của Đồng tính nữ.

#### Caribe
Ở vùng Caribe, 9 quốc gia có sự trừng phạt nghiêm khắc. Các quốc gia này bao gồm Barbados, Saint Vincent và Grenadines, Dominica, Saint Kitts và Nevis, Grenada, Saint Lucia, Antigua và Barbuda, Guyana, Jamaica. Ở Jamaica, quan hệ tình dục giữa nam giới có thể bị phạt tù về mặt pháp lý, mặc dù việc bãi bỏ luật đang chờ xử lý. Cũng như ở Singapore, quan hệ tình dục giữa phụ nữ đã là hợp pháp, mặc dù những người đồng tính nữ ở Jamaica vẫn phải trải qua mức độ kỳ thị xã hội cao.
Ở Jamaica, báo cáo về bạo lực và tra tấn những người đồng tính nam đã được báo cáo của cảnh sát Jamaica. Vào năm 2013, Tổ chức Ân xá Quốc tế đã báo cáo rằng:
Những người đồng tính nam và đồng tính nữ đã bị đánh, cắt, đốt, hãm hiếp và bắn vì lý do tình dục của họ.... Chúng tôi lo ngại rằng những báo cáo này chỉ là phần nổi của tảng băng chìm. Nhiều người đồng tính nam và phụ nữ ở Jamaica quá sợ hãi nên không thể đến gặp chính quyền và tìm kiếm sự giúp đỡ ". Hậu quả của bạo lực này là hàng trăm người đồng tính nam từ Jamaica đã tìm cách di cư đến các quốc gia có hồ sơ nhân quyền tốt hơn. Một cuộc thăm dò năm 2016 từ J-Flag cho thấy 88 phần trăm những người được thăm dò không tán thành đồng tính luyến ái, mặc dù kể từ năm 2018, thái độ phân biệt đối xử đã giảm nhẹ.
Ở Caribe, giống như ở các nước đang phát triển khác trên thế giới, đồng tính luyến ái thường gắn liền với quá trình phương Tây hóa,  và do đó, kỳ thị đồng tính được cho là một công cụ chống thực dân. Wayne Marshall đã viết rằng những người đồng tính nam được cho là "sản phẩm suy đồi của phương Tây" và "do đó sẽ bị chống lại cùng với các hình thức thực dân, văn hóa hoặc chính trị khác". Wayne trích dẫn ví dụ về bản hit dancehall người Jamaica "Dem Bow" của Shabba Ranks, trong đó kêu gọi giết hại bạo lực những người đồng tính nam cùng với lời kêu gọi "tự do cho người da đen". Marshall ghi nhận sự trớ trêu của lập trường ý thức hệ này, khi xem xét bằng chứng lịch sử rằng sự kỳ thị đồng tính đã được thực dân châu Âu đưa đến các thuộc địa. Tuy nhiên, các học giả Caribe đã lưu ý tầm quan trọng của việc phản đối người đồng tính nam đối với việc xây dựng giới tính nam của người Jamaica. Kingsley Ragashanti Stewart, giáo sư nhân chủng học tại Đại học Tây Ấn, viết, "Rất nhiều đàn ông Jamaica, nếu bạn gọi họ là đồng tính luyến ái, ... sẽ ngay lập tức trở nên bạo lực. Đó là sự xúc phạm tồi tệ nhất mà bạn có thể dành cho một người đàn ông Jamaica." Stewart viết rằng chứng sợ đồng tính ảnh hưởng đến xã hội Caribe ngay cả ở cấp độ vi mô của ngôn ngữ. Anh viết về bản địa của giới trẻ thành thị, "Giống như nếu bạn nói, 'Hãy quay lại đây', họ sẽ nói, 'Không, không, không, đừng nói' quay lại '." Bạn phải nói 'tiến tới', bởi vì quay lại ngụ ý rằng bạn đang 'quay lại', đó là cách những người đồng tính nam quan hệ tình dục. " 

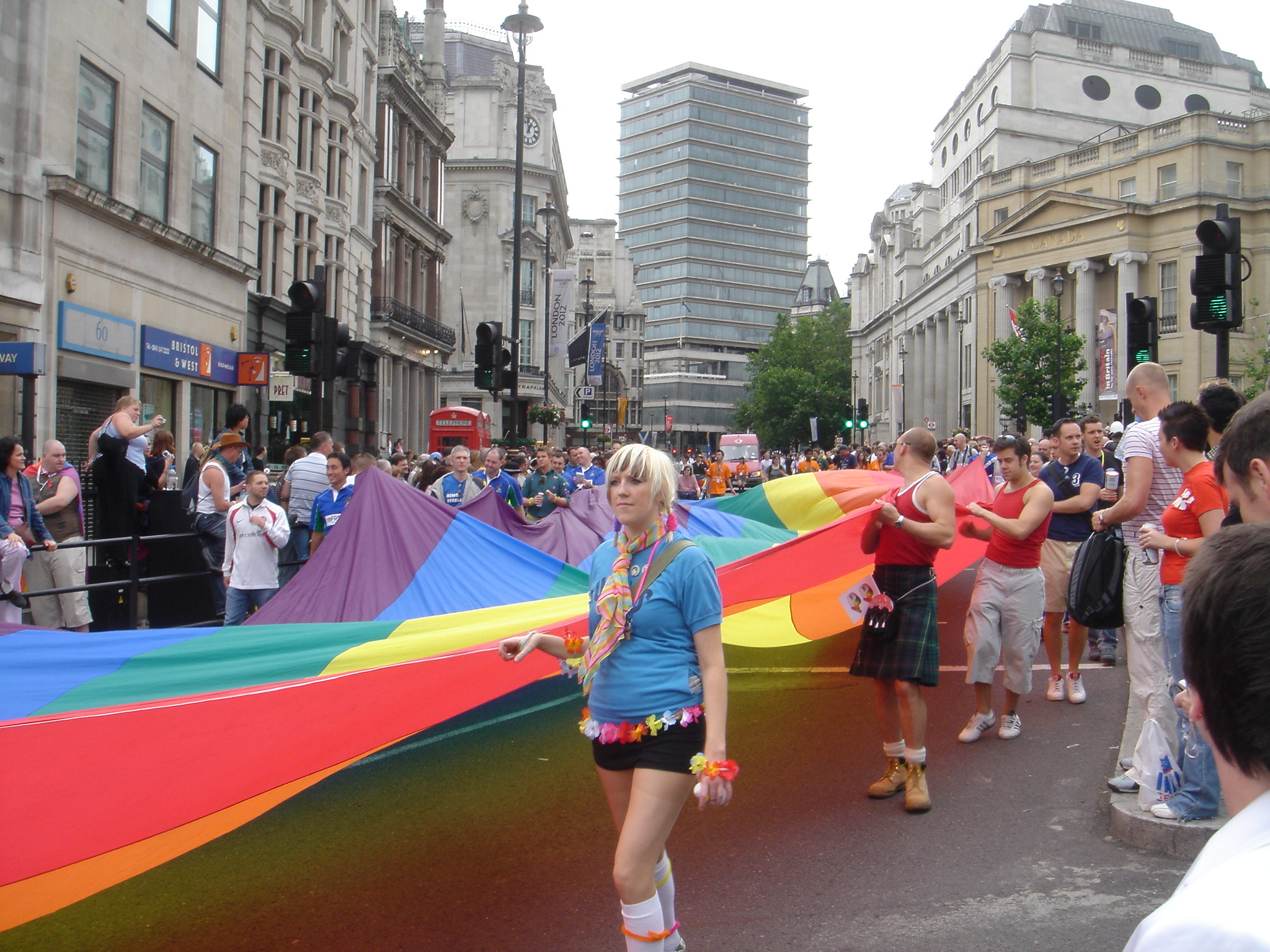
London Pride 2005

### Châu Phi

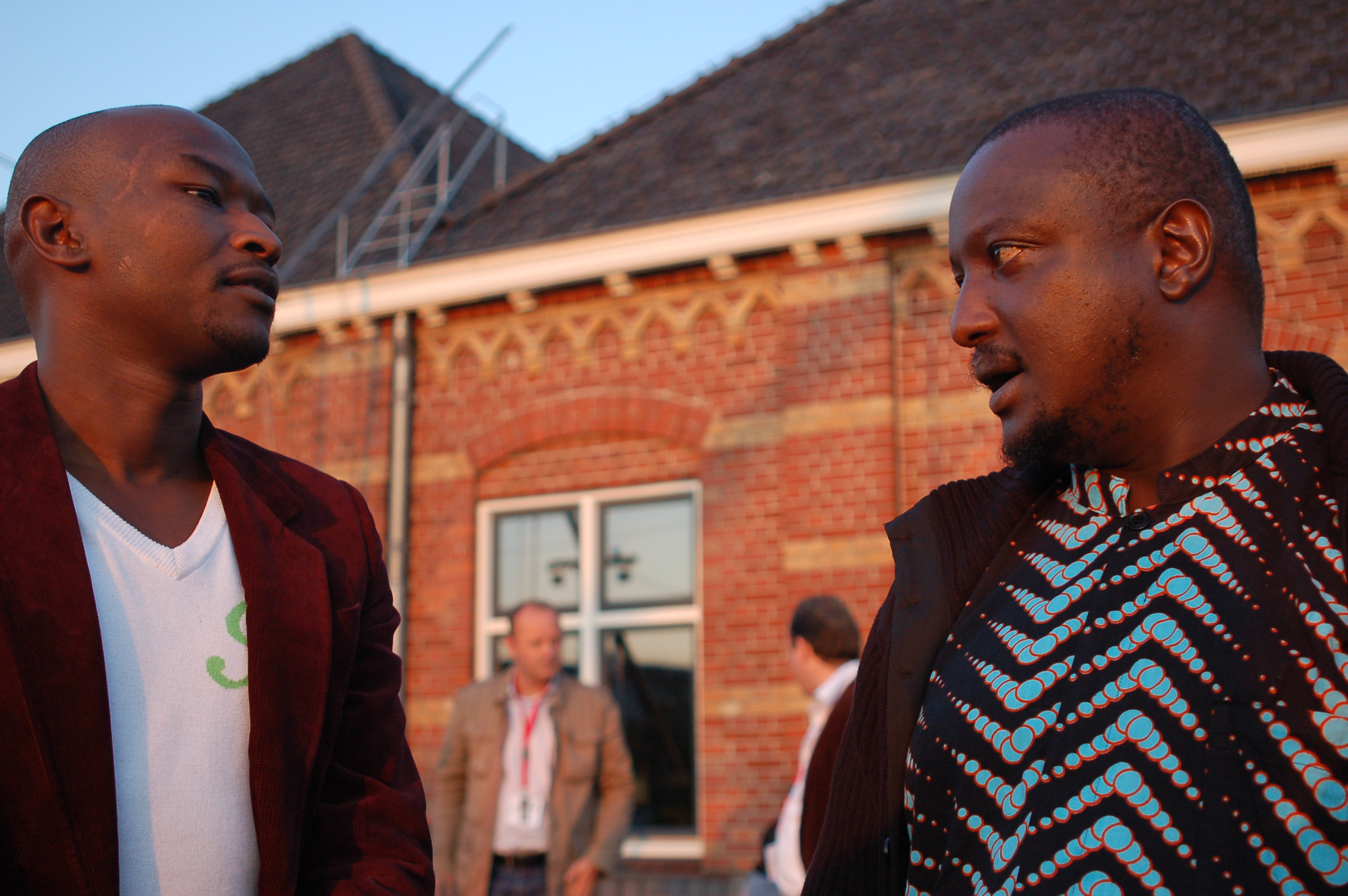
Binyavanga Wainaina, một nhà văn người Kenya vào năm 2014 đang phản đối làn sóng luật chống người đồng tính ở châu Phi.

Có 54 quốc gia ở châu Phi được cả Liên hợp quốc hoặc Liên minh châu Phi công nhận. Tại 32 nước trong số này, tình dục đồng giới nam bị đặt ngoài vòng pháp luật. Trong một báo cáo năm 2015, Tổ chức Theo dõi Nhân quyền lưu ý rằng ở Benin và Cộng hòa Trung Phi, đồng tính nam không bị đặt ra ngoài vòng pháp luật, nhưng cả hai đều có luật áp dụng cho đồng tính nam khác với người dị tính nam. Ở Mauritania, bắc Nigeria, Somaliland và Somalia, đồng tính luyến ái nam bị xử tử.
Trong khi Sierra Leone, Tanzania và Uganda, những người đồng tính nam nhận án tù chung thân vì hành vi quan hệ tình dục đồng giới, mặc dù luật không được thực thi thường xuyên ở Sierra Leone.
Tại Nigeria, luật pháp cũng quy định việc các thành viên trong gia đình, đồng minh và bạn bè của những người đồng tính nam công khai bày tỏ sự ủng hộ đồng tính là bất hợp pháp và quốc gia này thường được công nhận là có thái độ máu lạnh đối với những người đồng tính nam. Luật pháp Nigeria quy định rằng bất kỳ người dị tính nào điều hành, làm chứng, tiếp tay hoặc hỗ trợ hoạt động đồng tính luyến ái nam sẽ phải nhận án tù 10 năm.
Ở Uganda, người theo trào lưu chính thống Cơ đốc giáo có tài trợ từ Hoa Kỳ đã tài trợ để đưa ra đạo luật Kill the Gays nhằm áp dụng hình phạt tử hình đối với những người đồng tính nam. Dự luật đã bị Tòa án Tối cao Uganda phán quyết là vi hiến vào năm 2014, nhưng vẫn giữ được sự ủng hộ trong nước và đã được xem xét lại để thực hiện. Trong số tất cả các quốc gia ở châu Phi cận Sahara, Nam Phi có thái độ tự do nhất đối với người đồng tính nam. Năm 2006, Nam Phi trở thành quốc gia thứ năm trên thế giới hợp pháp hóa hôn nhân đồng giới, và Hiến pháp Nam Phi đảm bảo những người đồng tính nam và đồng tính nữ có đầy đủ quyền bình đẳng. Nam Phi là quốc gia duy nhất ở Châu Phi cấm phân biệt đối xử LGBT theo hiến pháp; tuy nhiên, sự phân biệt đối xử của xã hội đối với những người đồng tính nam Nam Phi vẫn tồn tại ở các vùng nông thôn của đất nước, nơi có mức độ truyền thống tôn giáo cao tiếp tục gây ra định kiến và bạo lực.

## Trong nghệ thuật và văn hóa đương đại

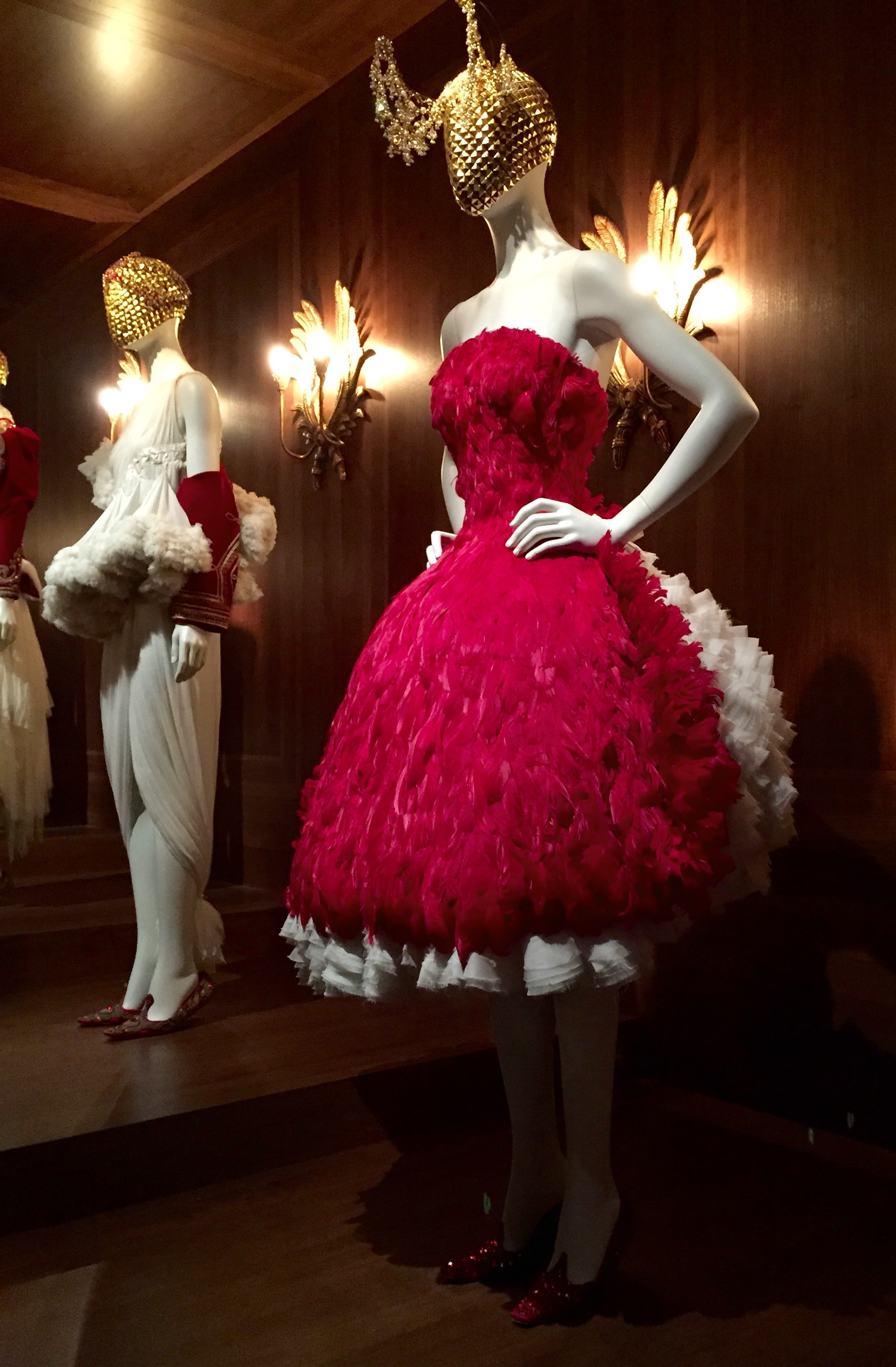
Bộ váy được thiết kế bởi McQueen

### Thời trang cao cấp
Kể từ đầu thế kỷ 20, những người đồng tính nam, đã làm việc với tư cách là một trong những nhà thiết kế thời trang có ảnh hưởng nhất thế giới và thành lập một số hãng thời trang quan trọng nhất. Cristóbal Balenciaga (sinh năm 1895), người bắt đầu thương hiệu Balenciaga, là người đồng tính nhưng vẫn giữ kín về xu hướng tính dục của mình trong suốt cuộc đời. Bạn đời của ông, triệu phú người Pháp-Ba Lan Władzio Jaworowski d'Attainville, đã thành lập quỹ để ông khởi công ngôi nhà. Sau khi d'Attainville qua đời, bộ sưu tập sau của Balenciaga được thiết kế hoàn toàn bằng màu đen để thương tiếc cho sự mất mát của ông. Nhà thiết kế thời trang người Pháp Christian Dior (sinh năm 1905) là một nhà thiết kế thời trang có ảnh hưởng lớn khác trong thế kỷ 20. Dior chưa bao giờ kết hôn cũng như không công khai xác nhận là một người đồng tính nam, tuy nhiên, ông được biết đến là người thường phổ biến văn hóa đồng tính ở Paris và được Coco Chanel mô tả  là chưa bao giờ "quen biết" một cách thân mật với một phụ nữ.  Yves Saint Laurent (sinh năm 1935), cũng được coi là một trong những nhà thiết kế thời trang hàng đầu trong thế kỷ XX, công khai là người đồng tính; cộng sự lâu năm của ông là Pierre Berge. Gianni Versace (sinh năm 1946), nhà thiết kế thời trang người Ý và là người sáng lập Versace, đã công khai xuất hiện trong một cuộc phỏng vấn với The Advocate vào tháng 7 năm 1995.  Versace bị sát hại vào năm 1997.
Một thế hệ trẻ đồng tính nam đã trở nên nổi tiếng trong thế giới thời trang vào cuối thế kỷ XX và đầu thế kỷ XXI. Tom Ford (sinh năm 1961) thành lập thương hiệu cùng tên Tom Ford vào năm 2005 và tuyên bố rằng ông nhận ra mình là người đồng tính khi còn trẻ đến thăm Studio 54 vào những năm 1980. Alexander McQueen (sinh năm 1969), người cũng công khai là người đồng tính, đã thành lập nhãn hiệu riêng Alexander McQueen vào năm 1992 và được công nhận là thần đồng thời trang vì những thiết kế mang tính cách mạng của mình. McQueen cho biết anh nhận ra xu hướng tình dục của mình khi mới 6 tuổi. Năm 2000, McQueen tổ chức hôn lễ với người bạn đời George Forsyth, một nhà làm phim tài liệu, trên du thuyền ở Ibiza. McQueen qua đời bằng cách tự sát vào năm 2010, ngay sau cái chết của mẹ anh. Trong những năm gần đây, những người đồng tính nam tiếp tục sản xuất một số thời trang có ảnh hưởng nhất trên thế giới, bao gồm của các nhà thiết kế như Jeremy Scott (sinh năm 1975), Jason Wu (sinh năm 1982) và Alexander Wang (sinh năm 1983).

### Nghệ thuật

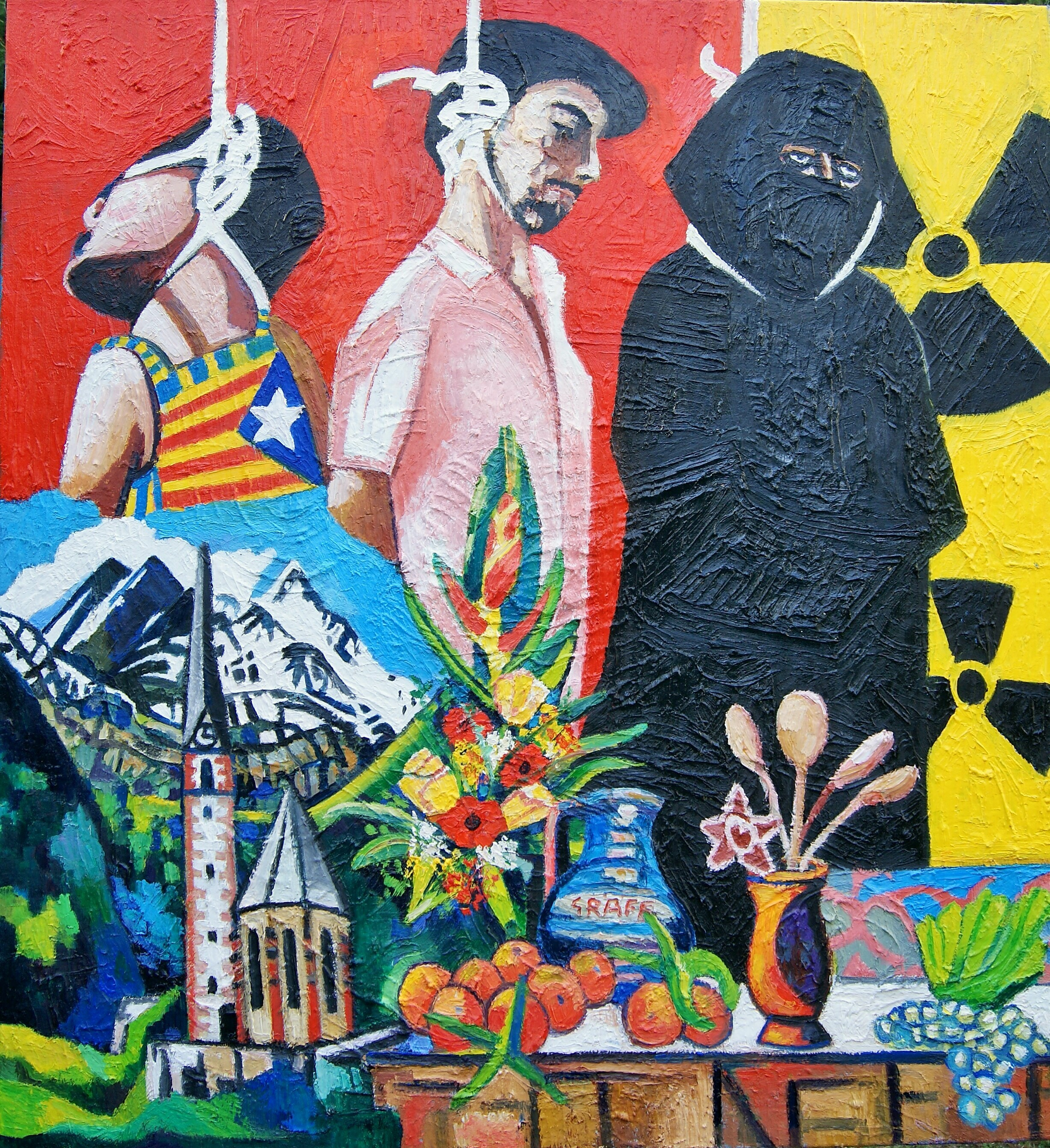
Matthias Laurenz Gräff, "Unfromme Wünsche"

Trong thế kỷ 20, những người đồng tính nam là một trong những nghệ sĩ, nhà văn và vũ công có ảnh hưởng nhất và nổi tiếng nhất thế giới phương Tây. Ở Hoa Kỳ vào giữa thế kỷ, James Baldwin (sinh năm 1924) được coi là một trong những nhà văn xuất sắc nhất trong thế hệ của ông. Tác phẩm của ông, bao gồm Phòng của Giovanni (1956) đề cập một cách công khai vấn đề đồng tính và song tính vào thời điểm mà quan hệ tình dục giữa nam giới vẫn còn là bất hợp pháp trên khắp thế giới phương Tây. Các nghệ sĩ lớn khác thuộc thế hệ của Baldwin, bao gồm Robert Rauschenberg (sinh năm 1925) và Jasper Johns (sinh năm 1930), ít cởi mở hơn về giới tính của họ, và thậm chí còn chế giễu các nghệ sĩ đồng tính trẻ khác cùng thế hệ với họ, chẳng hạn như Andy Warhol, vì quá nữ tính. Trong thế giới của khiêu vũ New York, Alvin Ailey (sinh năm 1931) đã kết hợp sân khấu, múa hiện đại, múa ba lê và jazz với tiếng địa phương da đen, và vũ đạo magnum opus Revelations của ông được công nhận là một trong những vở ba lê nổi tiếng nhất và được biểu diễn nhiều nhất trên thế giới .  Ailey vẫn sống khép kín trong phần lớn cuộc đời của mình, và anh ấy đã qua khỏi căn bệnh liên quan đến AIDS ở tuổi 58. David Hockney (sinh năm 1937), một nghệ sĩ lớn khác của Thế hệ im lặng, là một người đóng góp quan trọng cho phong trào nghệ thuật đại chúng của những năm 1960 và được coi là một trong những nghệ sĩ Anh có ảnh hưởng nhất trong thế kỷ 20. Anh ấy đã công khai là người đồng tính trong phần lớn cuộc đời của mình.
Nhiều nghệ sĩ đồng tính có ảnh hưởng nhất của thế hệ Boomer và X đã chết từ rất sớm trong cuộc khủng hoảng AIDS, bao gồm Robert Mapplethorpe (sinh năm 1946), Félix González-Torres (sinh năm 1957) và Keith Haring (sinh năm 1958). Phần lớn Nghệ thuật của Cuộc khủng hoảng AIDS mang tính chính trị cao và chỉ trích chính phủ Hoa Kỳ và được mô tả là "sợ hãi, tức giận, sợ hãi và thách thức." Sau hậu quả của đại dịch HIV / AIDS, những người đồng tính nam và những người khác các nghệ sĩ đồng tính đã đi tiên phong trong một hình thức làm phim thử nghiệm mới được gọi là New Queer Cinema. Ngày nay, những người đồng tính nam như Mark Bradford, Julio Salgado và Kehinde Wiley là một trong những nghệ sĩ có ảnh hưởng nhất trong thế hệ của họ. Phần lớn nghệ thuật đồng tính đương đại của phương Tây ngày nay đề cập đến các chủ đề về cơ thể, bản sắc và trải nghiệm.

### Điện ảnh và nghệ thuật truyền thông
Một số bộ phim lấy đề tài người đồng tính bao gồm: Chuyện tình sau núi (2005), Call Me by Your Name (2017) hay Thương mến, Simon (2018).

### Drag
Thuật ngữ drag queen được sử dụng để chỉ những người ăn mặc hoán giới. Họ sử dụng quần áo và trang điểm đậm để có thể trở nên giống với giới tính mà mình mong muốn thể hiện. Drag Queen không nhất thiết phải là người chuyển giới, mà có thể là bất cứ ai muốn ăn mặc hoán giới với mục đích biểu diễn.

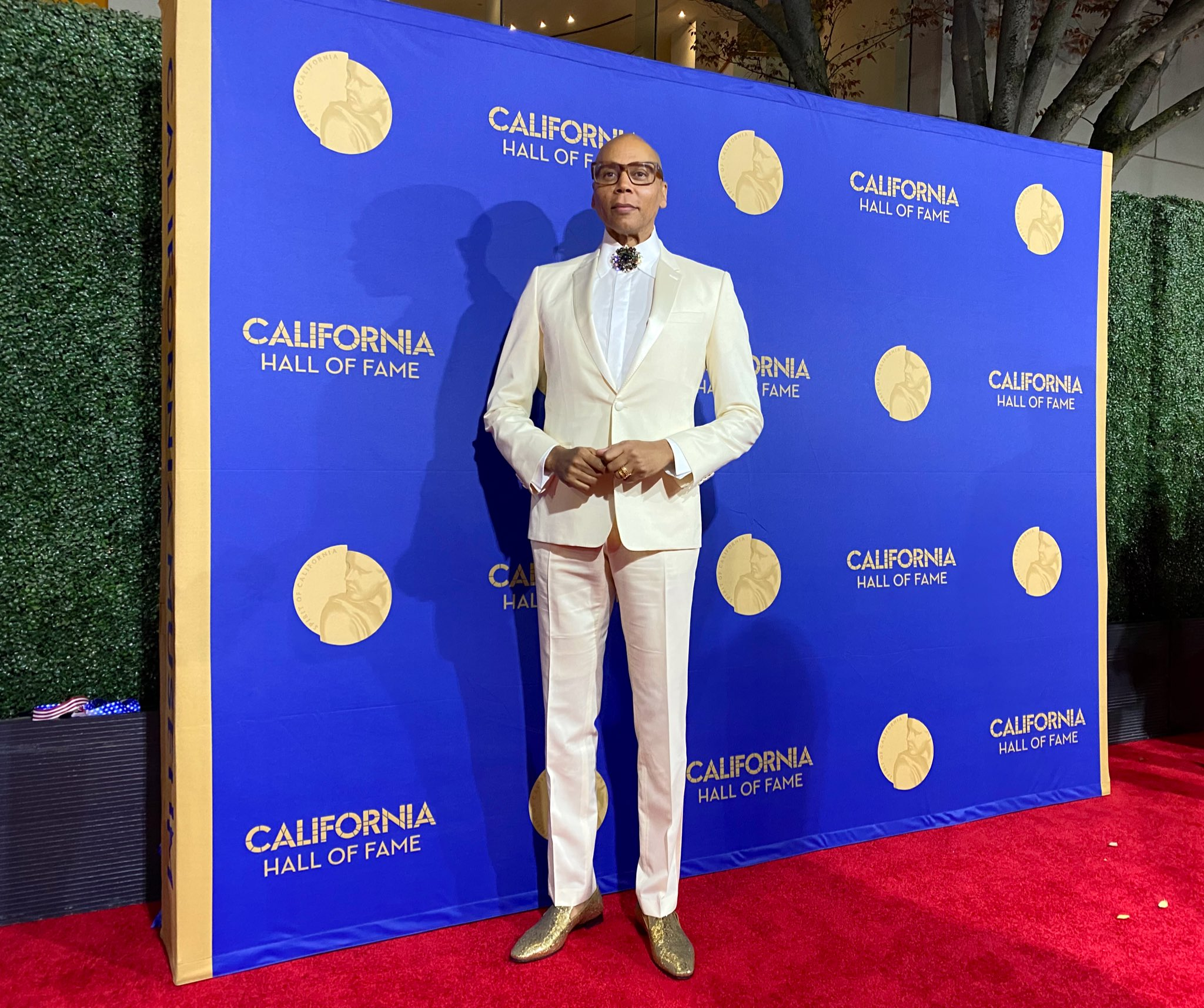
RuPaul- một nghệ sĩ drag nổi tiếng

Thập niên 60, văn hóa drag bị xem là thứ văn hóa của những kẻ bên lề xã hội. Các drag queen không được chào đón ngay cả bởi những hội nhóm có tư tưởng tân thời nhất lúc bấy giờ, ngoại trừ nghệ sĩ pop art Andy Warhol. Với Warhol, drag queen chính là hiện thân của sự hào nhoáng ở mức độ cao nhất, họ đã cống hiến linh hồn của mình cho cái đẹp, nghệ thuật và sự giải trí dù biết trước cái giá đau đớn phải trả vì sự khác biệt của mình. Những bộ ảnh polaroid lưu giữ lại vẻ đẹp đặc biệt này chính là minh chứng rõ rệt nhất cho tình yêu và sự ngưỡng mộ mà Andy Warhol dành cho những người nghệ sĩ tài năng này. Cuối năm 1968, các drag queen đã bước ra khỏi bóng tối của những hộp đêm cũ nát, bốc mùi để đến với hào quang, sự đón nhận của công chúng và trở thành ngôi sao của những buổi tiệc xa hoa nhất.
"RuPaul's Drag Race" – chương trình truyền hình về nghệ thuật drag được ra mắt cách đây 11 năm cũng góp phần thay đổi cái nhìn của đại chúng về thế giới lạ lẫm này. RuPaul – một drag queen kỳ cựu đã mang lại cái nhìn chân thật về hào quang cũng như góc tối của drag, đồng thời giới thiệu một thế hệ drag queen mới đầy tự hào về những khác biệt của bản thân. Drag hơn hết chính là một bộ môn nghệ thuật thị giác, bởi ấn tượng từ cái nhìn đầu tiên là điều quan trọng hơn cả. Chính điều đó đã biến drag trở thành nghệ thuật ăn ý với thời trang.

### Camp
Camp là phong cách mỹ học trực quan thường gắn với người đồng tính nam. Một định nghĩa tiếng Anh của thuật ngữ này lần đầu xuất hiện trong phiên bản năm 1909 của Oxford English Dictionary: "phô trương, phóng đại, màu mè, điệu bộ; ẻo lả hay đồng tính; gắn với, đặc điểm của, người đồng tính".

## Sức khỏe

### Bị lạm dụng

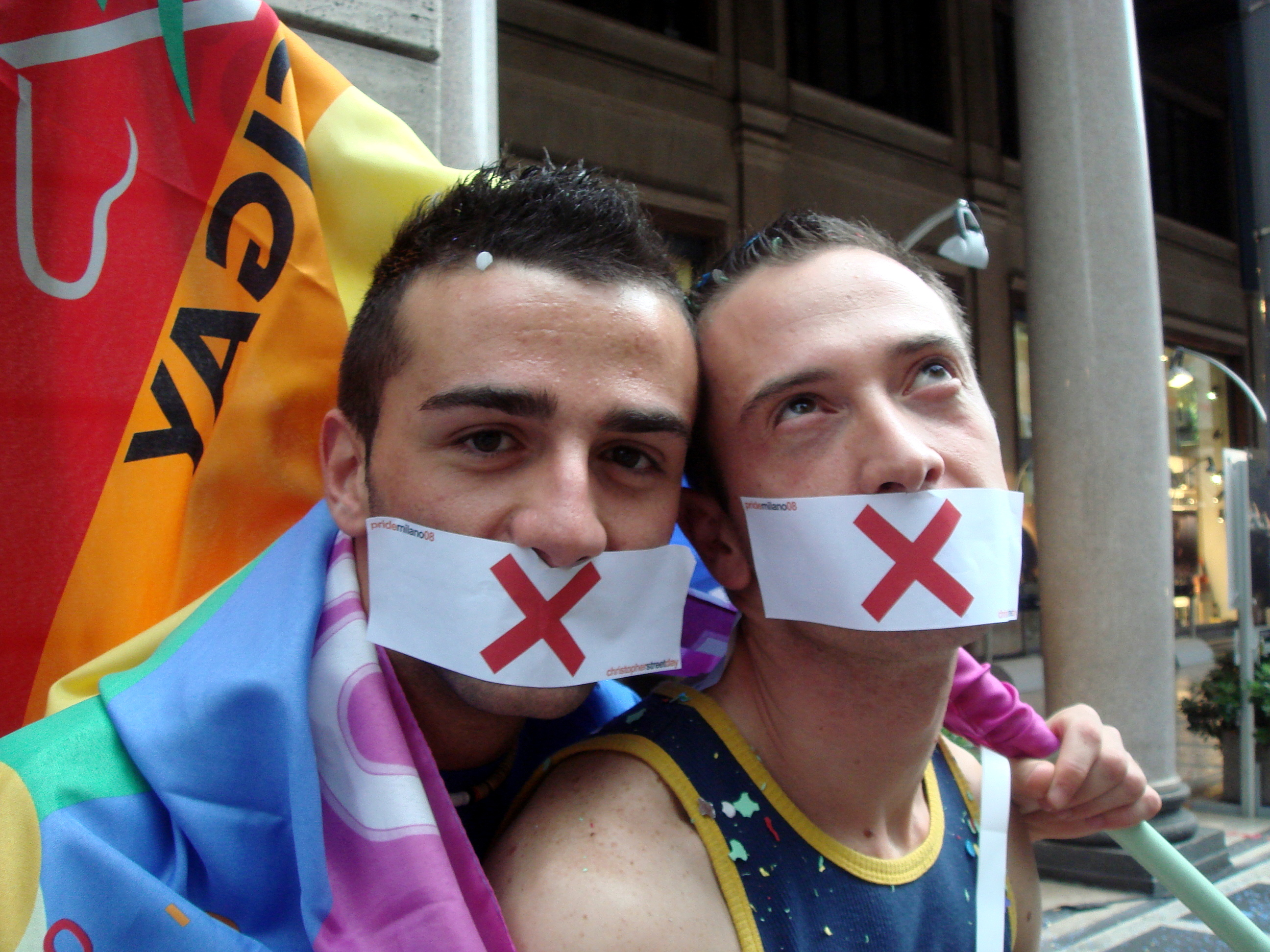
Người đồng tính nam dễ bị lạm dụng nhưng ít tìm sự trợ giúp.

Từ nhỏ, những người nam thiểu số về tính dục và giới tính có nguy cơ cao bị lạm dụng thể chất và tình dục. Trong suốt khoảng thời gian trưởng thành của mình, người đồng tính nam và song tính nam có nguy cơ lớn bị thương tổn về thể chất và tính dục.

### Sức khỏe tình dục

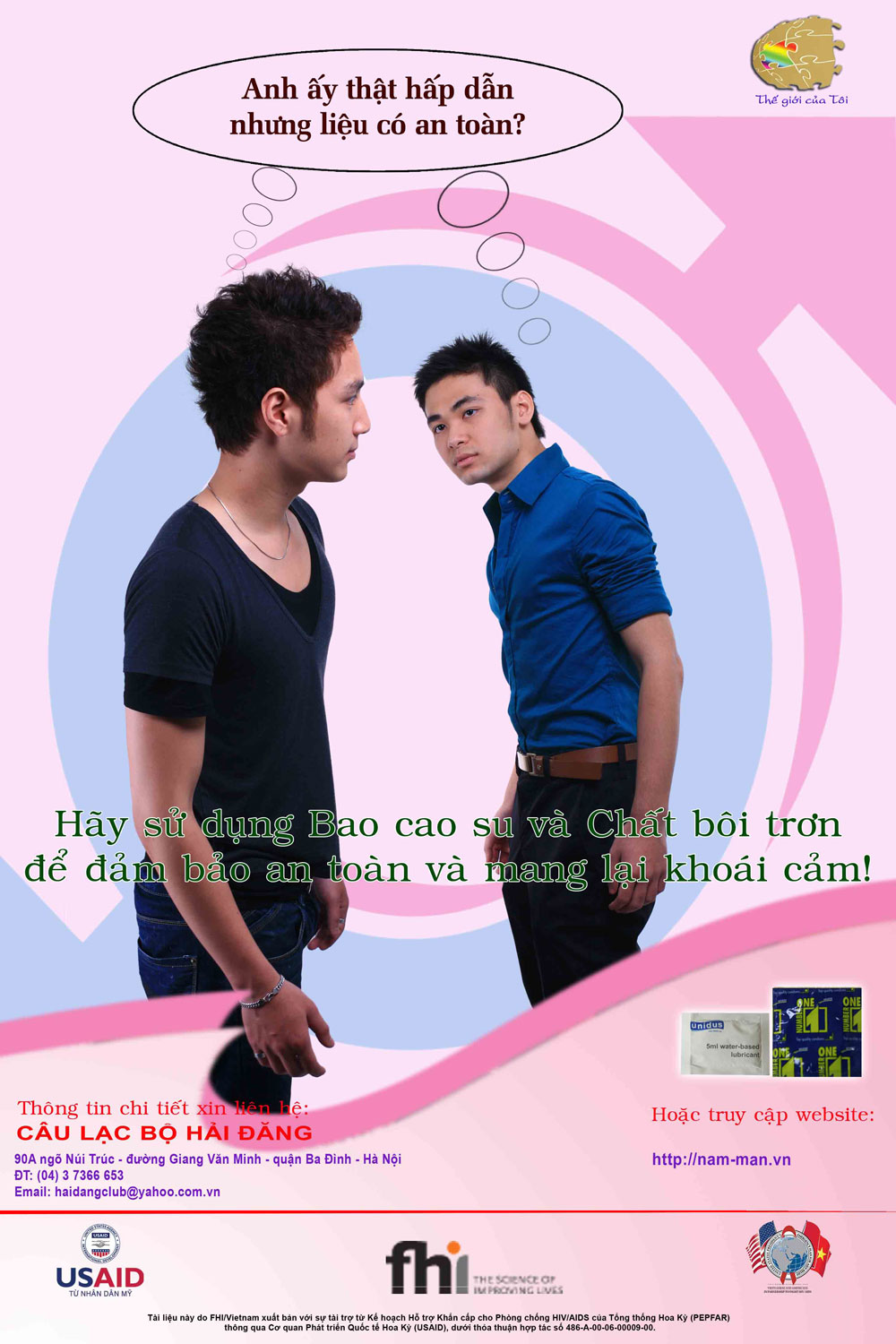
Áp phích tuyên truyền tình dục an toàn cho MSM phòng HIV ở Việt Nam

Nếu người đồng tính nam có quan hệ tình dục với người nam khác thì thuộc nhóm hành vi nam có quan hệ tình dục với nam nên các vấn đề về sức khỏe tương tự như nhóm hành vi này. Nam quan hệ với nam không chỉ bao gồm người đồng tính luyến ái nam, song tính luyến ái nam mà bao gồm tất cả người nam có quan hệ tình dục với nam với mọi mục đích.
Năm 2010, một báo cáo của Trung tâm kiểm soát dịch bệnh Mỹ (CDC) cho biết trong số các ca nhiễm HIV mới ở Hoa Kỳ thì số ca thuộc cộng đồng nam thanh niên đồng tính trẻ tuổi cao hơn rất nhiều so với mức chung, có nhiều nguyên nhân cho việc này:
- Tỷ lệ bị nhiễm HIV trong cộng đồng đồng tính luyến ái nam vốn cao, làm tăng khả năng lây nhiễm trong cộng đồng so với dân số thông thường.[41]
- Các yếu tố xã hội như kỳ thị, thành kiến, phân biệt đối xử và thiếu khả năng tiếp cận hệ thống y tế đối với cộng đồng này.
- Nam giới trẻ có quan hệ đồng giới thường có các hành vi nguy cơ cao (như quan hệ tình dục với nhiều hơn 4 bạn tình, tiêm chích ma túy).

Thống kê của Trung tâm kiểm soát dịch bệnh Mỹ năm 2011 cho biết: nam đồng tính có khả năng nhiễm HIV cao gấp 44 tới 86 lần so với nam giới bình thường, và cao gấp 40 tới 77 lần so với nữ giới. Năm 2009, thống kê cho biết có 61% số ca nhiễm HIV mới ở Mỹ là đồng tính hoặc song tính, dù nhóm này chỉ chiếm khoảng 2% dân số Mỹ.
Hoa Kỳ hiện đang cấm nhóm đối tượng nam quan hệ tình dục với nam đi hiến máu "vì họ là một nhóm có nguy cơ cao bị nhiễm HIV, viêm gan B và một số bệnh nhiễm trùng khác có thể được lây truyền qua truyền máu" Vương quốc Anh và nhiều nước châu Âu đã cấm tương tự.
Bộ Y tế Việt Nam ước tính cả nước có khoảng 300.000 người nam có quan hệ tình dục với nam (MSM). Tỷ lệ nhiễm HIV tăng rất nhanh ở nhóm này, từ 2012-2020 tăng hơn 5 lần, từ 2,3% lên 13,3%. So với những năm đầu đại dịch HIV/AIDS, tỉ lệ MSM nhiễm HIV cao nhất, vượt nhóm tiêm chích ma túy và mại dâm. Theo Cục Phòng chống HIV/AIDS, trong năm 2022, số ca nhiễm mới HIV trong nhóm MSM chiếm 47% tổng số ca nhiễm mới trên toàn quốc. Nguyên nhân của tỷ lệ mắc HIV cao của nhóm MSM được cho là quan hệ tình dục nhiều bạn tình, tình dục tập thể, kiến thức an toàn tình dục hạn chế.

### Sức khỏe tinh thần
Có những vấn đề đáng kể ảnh hưởng đến sức khỏe tinh thần tổng quát của người đồng tính nam. Ở Hoa Kỳ, 29,3% người đồng tính  nam và song tính nam cho biết bị bức bối tâm lý hàng ngày mạn tính.

### Trong tù
Ở Hoa Kỳ, nghiên cứu của Williams Institute cho thấy người đồng tính nam và song tính nam nhận án phạt dài và khắc nghiệt hơn với cùng một tội danh khi so với người dị tính nam.

### Vô gia cư

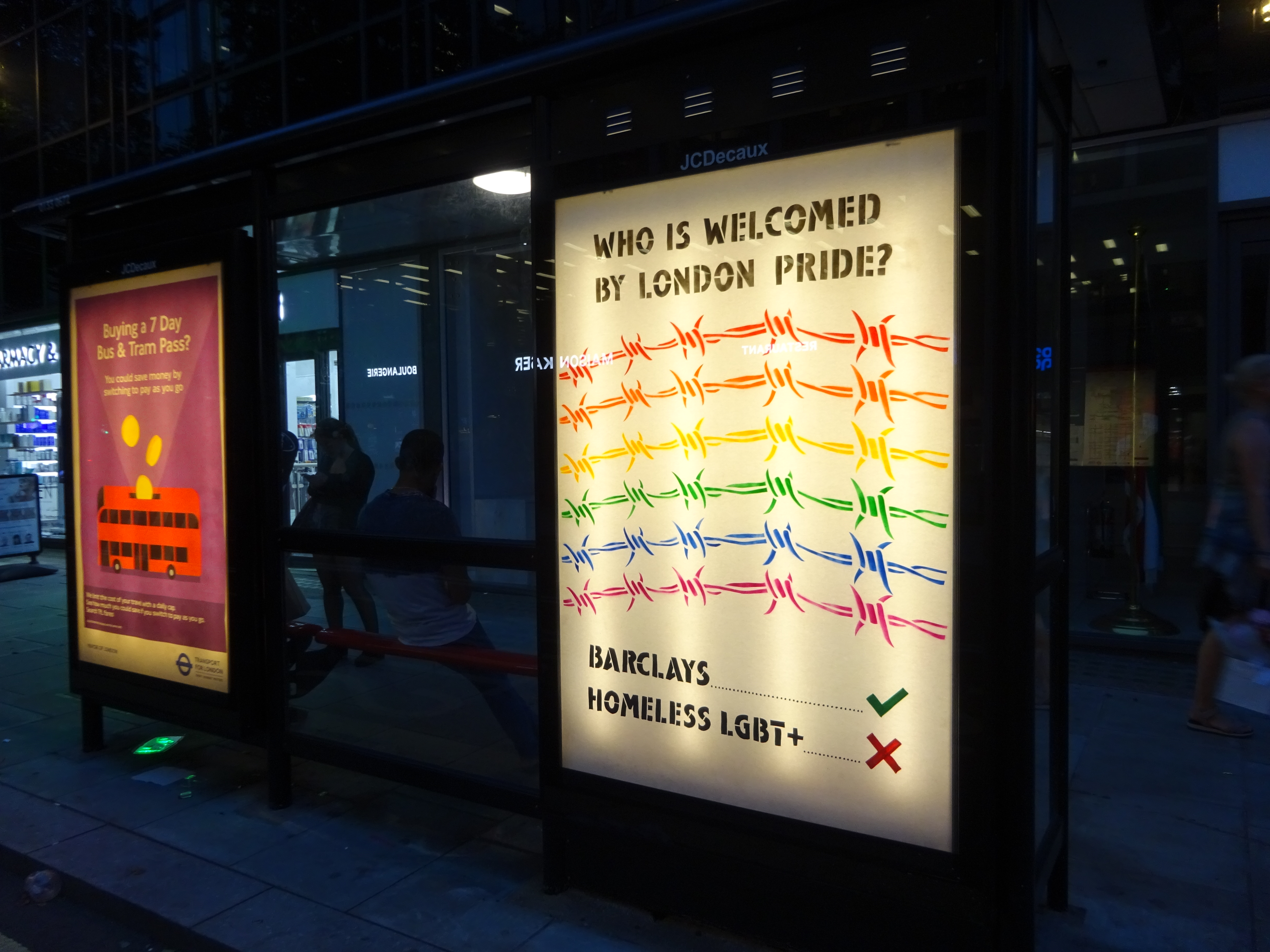
Quảng cáo ở Luân Đôn biểu tình sự loại trừ người vô gia cư LGBT

Với người đồng tính nam trẻ tuổi và thanh niên LGBT+, vô gia cư và mất an toàn về nhà ở là một vấn đề nghiêm trọng. Ở Hoa Kỳ, nơi có dân số vô gia cư lớn nhất ở phương Tây ngoài Đức, số liệu ước tính về mất an toàn nhà ở của thanh niên LGBT là từ 1,6 triệu đến 2,8 triệu. Trong một cuộc lấy mẫu quốc gia ở Hoa Kỳ, gần một nửa thanh niên LGBT vô gia cư cho biết họ bị đuổi ra khỏi nhà do gia đình phủ nhận xu hướng hay bản dạng tính dục của họ.